# Römisches Marschlager von Wilkenburg

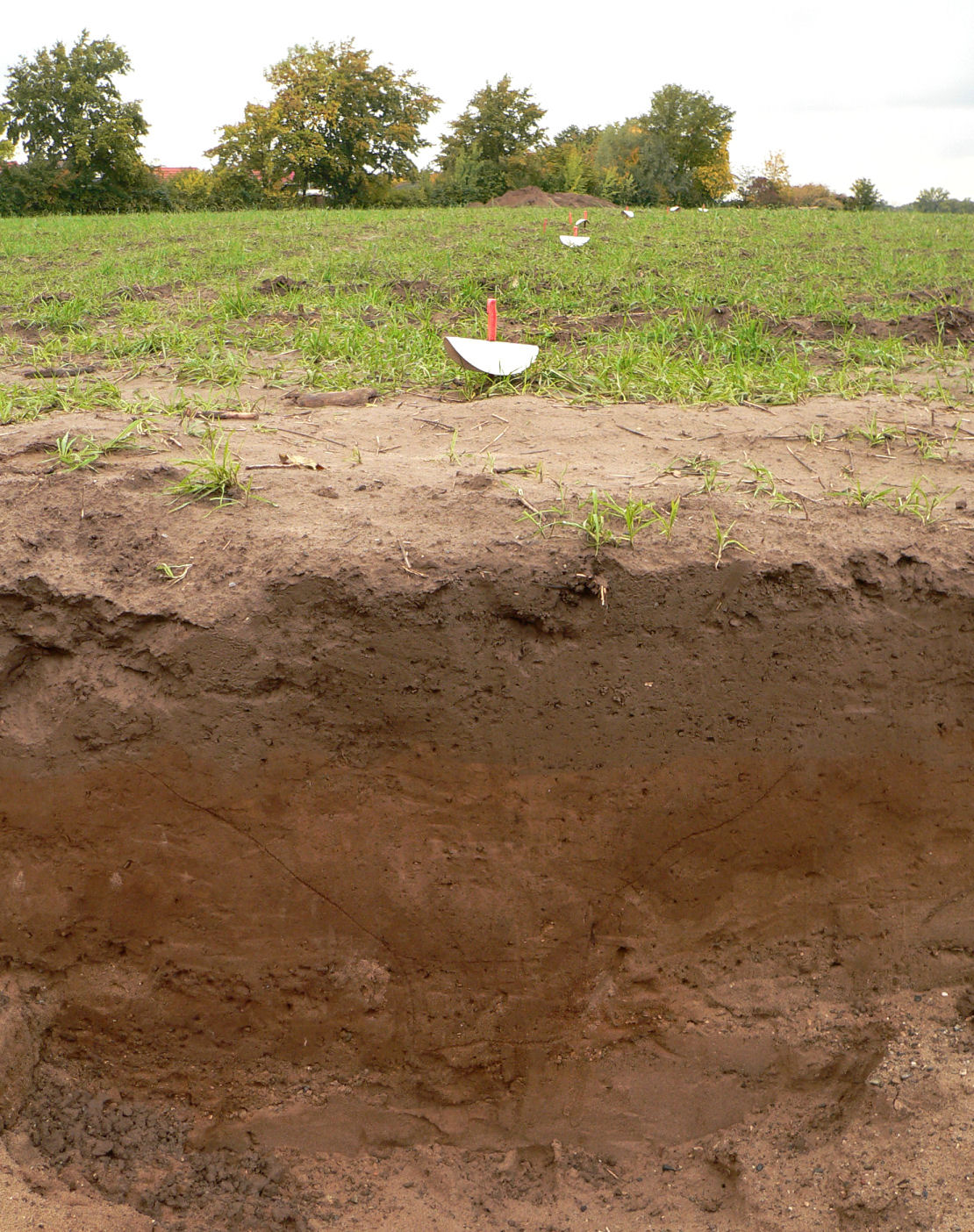
Grabungsschnitt mit Verlauf des Grabens des Römischen Marschlagers von Wilkenburg

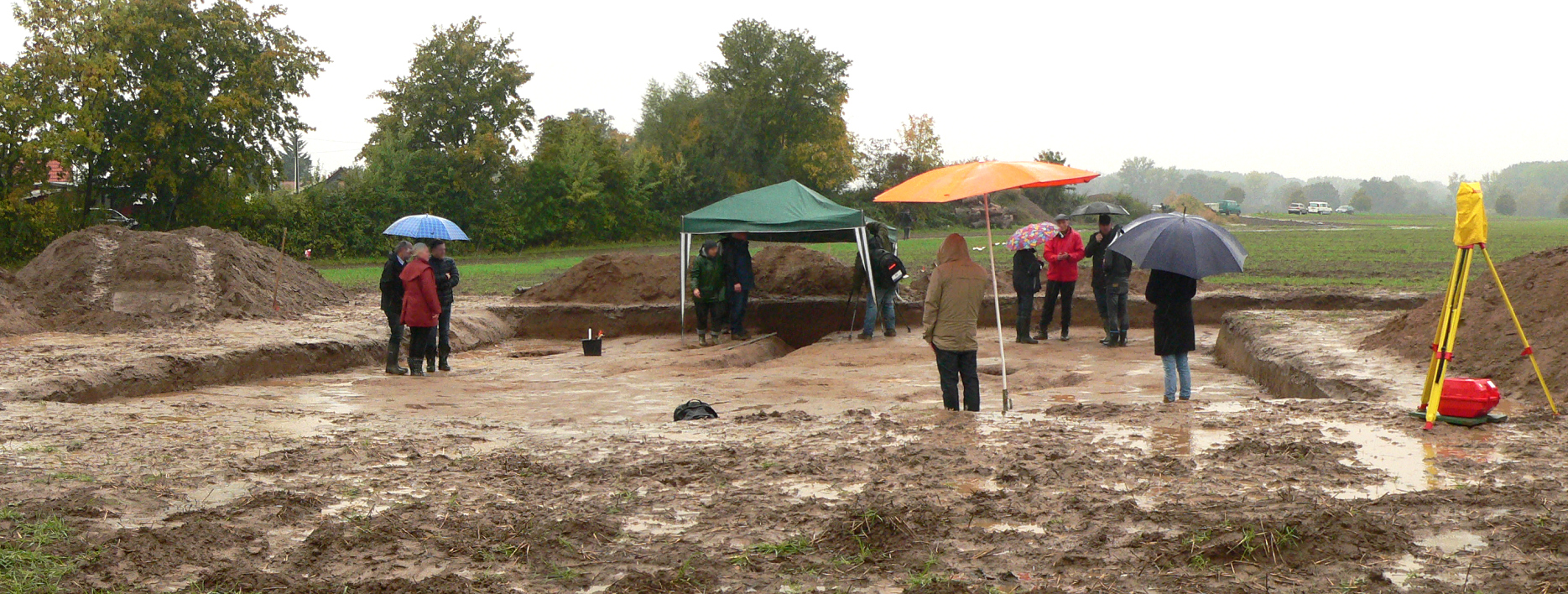
Hauptausgrabungsfläche im südwestlichen Torbereich des römischen Marschlagers von Wilkenburg, Oktober 2015

Das römische Marschlager von Wilkenburg war ein während der Augusteischen Germanenkriege angelegtes römisches Marschlager. Es lag beim heutigen Wilkenburg in der Region Hannover in Niedersachsen. Die Anlage aus der Zeit um Christi Geburt bot auf einer Fläche von rund 30 Hektar Platz für etwa 20.000 römische Soldaten. Die im Erdreich vorhandenen Spuren des charakteristischen römischen Spitzgrabens wurden bereits Anfang der 1990er Jahre bei luftbildarchäologischen Überflügen gesichtet, was zur vorläufigen Einschätzung als Römerkastell führte. Der archäologische Nachweis als römisches Marschlager gelang erst im Jahr 2015 auf der Grundlage von Recherchen eines ehrenamtlichen Luftbildarchäologen. Anschließend fanden auf dem Gelände archäologische Untersuchungen statt. Die Anlage ist das erste in Niedersachsen entdeckte Marschlager und das am weitesten nordöstlich im rechtsrheinischen Germanien (Germania magna) gelegene. Seit 2014 gibt es Bestrebungen, auf dem Fundgelände großflächig Kies abzubauen, was die archäologischen Hinterlassenschaften zerstören würde.

## Lage

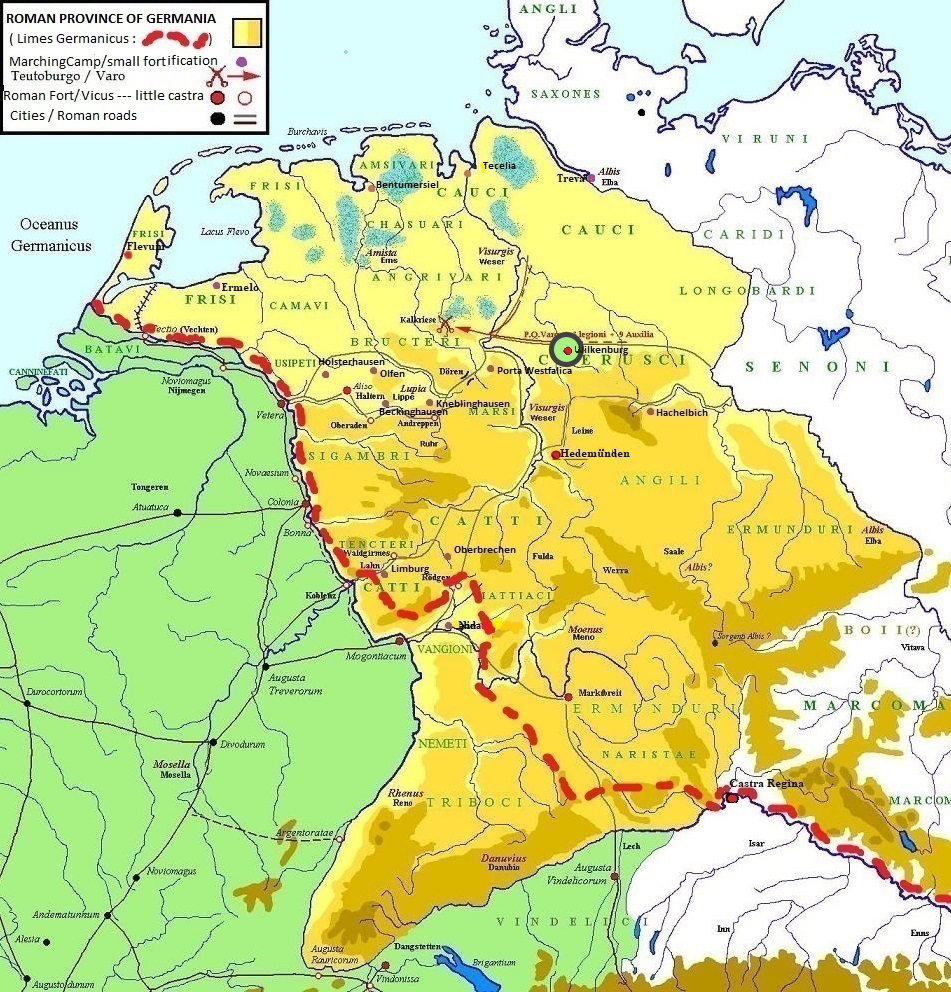
Schauplatz der Augusteischen Germanenkriege mit der Lage von Wilkenburg (grüner Kreis); rote Linie als Verlauf des späteren Limes

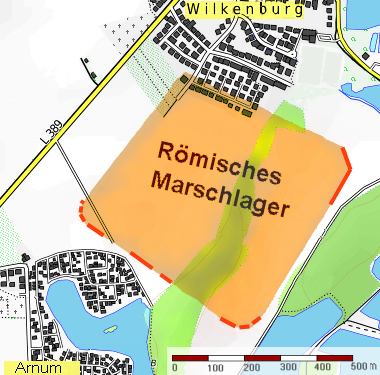
Lageskizze mit Bewuchsmerkmalen (rot eingefärbt) des römischen Spitzgrabens, grün der bewaldete Niederungsstreifen Dicke Riede

Das römische Marschlager befand sich etwa acht Kilometer südlich des heutigen Stadtzentrums von Hannover. Die Fundstelle liegt zwischen den Hemminger Ortsteilen Wilkenburg und Arnum im Landschaftsschutzgebiet Obere Leine. Westlich davon verläuft die Landesstraße 389 und im Osten befindet sich das Waldstück Im Häge. Der westliche Lagerteil befindet sich im Flurstück Eulenkamp und der östliche Lagerbereich im Flurstück Müggenwinkel. Die Fundstelle ist etwa 2 km von der östlich verlaufenden Leine und etwa 1,2 km vom östlich liegenden Altarm Alte Leine entfernt. Das Marschlager lag zwischen Hannover und Sarstedt an der engsten Stelle der Leineniederung, die sich zur Querung eignete. Es wurde auf einer trockenen Sandkuppe der Niederterrasse am östlichen Rande der Flussniederung angelegt, wo eine trockene Rast möglich war. Es wird angenommen, dass es sich damals um eine freie Fläche handelte, die nicht bewaldet war.
Der Lagerbereich wird vom Niederungsstreifen Dicke Riede mit einem gleichnamigen Bach fast mittig durchschnitten. Der licht bewaldete Niederungsbereich ist etwa 100 Meter breit und mehrere hundert Meter lang. Geomorphologisch ist er als Altarm der Leine anzusprechen und dürfte den Römern der Frischwasserversorgung gedient haben. Erkenntnissen aus dem Jahr 2017 zufolge war der Wasserlauf schiffbar und hatte eine Anbindung an die Leine, so dass das Lager von römischen Transportbooten versorgt werden konnte.
Großräumig gesehen befand sich das Lager am Rande der fruchtbaren Calenberger Lößbörde in einer Gegend, die in der Zeit um Christi Geburt eine dicht besiedelte germanische Siedlungskammer war. Unweit im Bereich des heutigen Hannovers kreuzten sich wichtige Nord-Süd-Wege mit nördlich der Mittelgebirgsschwelle verlaufenden Ost-West-Verbindungen.
Heute ist der frühere Lagerbereich im weiteren Umfeld im Süden, Osten und zum Teil im Norden von Teichen umgeben, die in jüngerer Zeit durch Kiesabbau in der Leineniederung entstanden sind. Auf dem Fundgelände selbst sind keine Spuren des Marschlagers mehr sichtbar; es unterliegt heute einer landwirtschaftlichen Nutzung.

## Beschreibung
Das Lager war eine fast quadratische Anlage von etwa 500 bis 600 Meter Seitenlänge mit einer Fläche von rund 30 Hektar. Es war von einem Spitzgraben der üblichen römischen Bauweise umgeben. Die Ausgrabungen im Jahr 2015 ergaben, dass der sich in den anstehenden Sand eintiefende Lagergraben heute noch eine Tiefe von 0,9 bis 1,3 Meter und eine Breite von 1,2 Meter hat. Zur zeitlichen Einordnung des Grabens trugen etwa 2000 Jahre alte germanische Keramikscherben bei, die sich in der Grabenverfüllung fanden. Von den ehemals vier geometrisch exakt gerundeten Ecken der Anlage (wie Spielkartenecken), haben sich drei im Boden erhalten. Die vierte, nordwestlich gelegene Ecke ist in jüngerer Zeit mit Wohnhäusern überbaut worden. Das Marschlager verfügte vermutlich an jeder der vier Seiten über einen Torbereich unbekannter Bauart, von denen das südwestliche Tor identifiziert wurde. Es befand sich an der höchsten Stelle des Lagers, was typisch für römische Marschlager ist und den überlieferten Vorgaben aus dem Werk De munitionibus castrorum eines Pseudo-Hygin genannten Autors zum Bau derartiger Anlagen entspricht. Der etwa 20 Meter breite Tordurchlass zeigte sich als Unterbrechung des Spitzgrabens.
Während die Archäologen kurz nach der Entdeckung von einem sehr kurzen Aufenthalt der Legionäre zwischen ein bis drei Nächten ausgingen, vermuten sie heute (2017) aufgrund der hohen Zahl an gefundenen Münzen (ca. 50) eine längere Nutzungsdauer von bis zu mehreren Wochen. Sie halten die Anlage für einphasig, also nur ein Mal genutzt.
|  |  |

## Entdeckung und Bekanntgabe

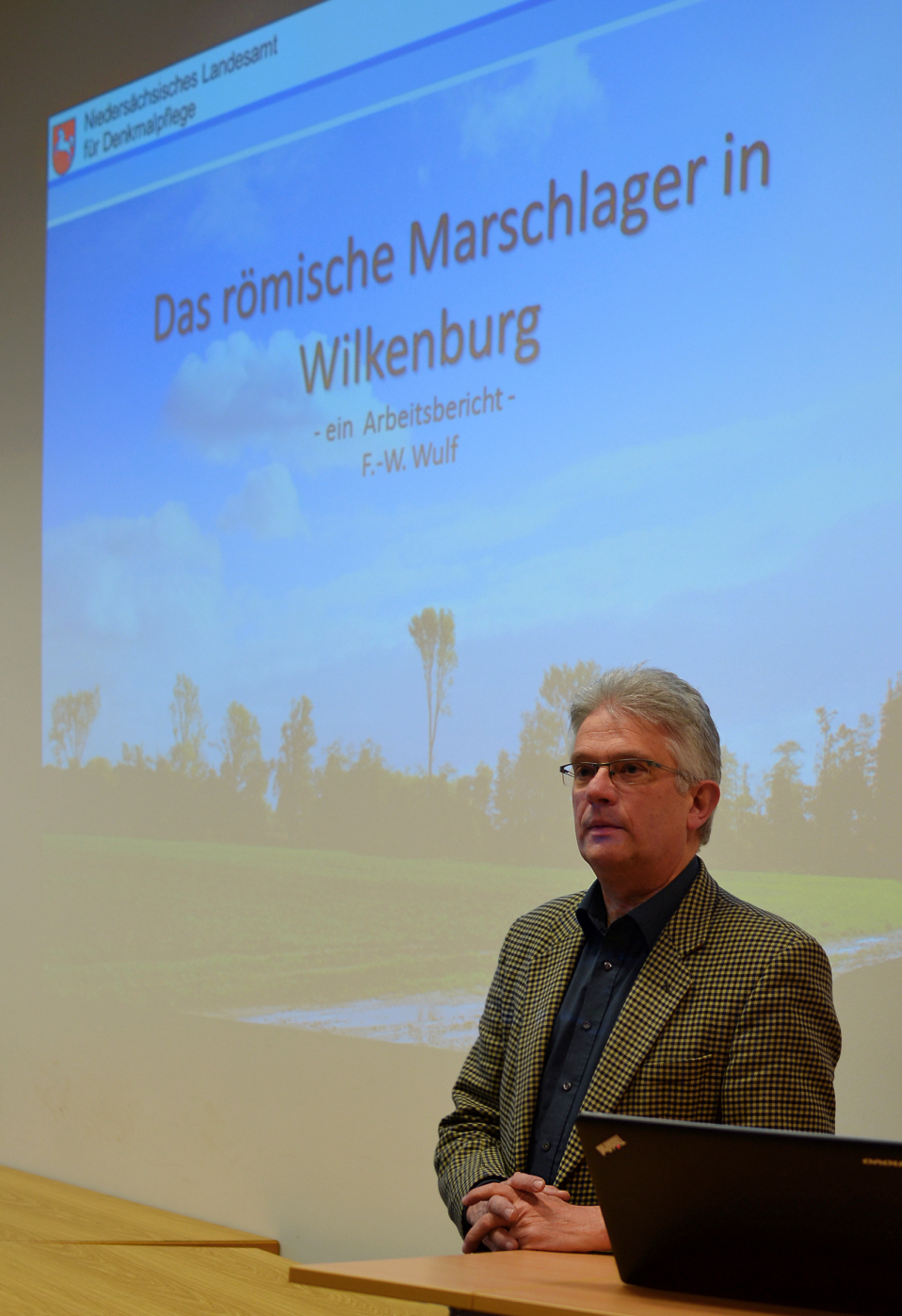
Der Luftbildarchäologe Heinz-Dieter Freese bei einem Vortrag zum Marschlager, 2016

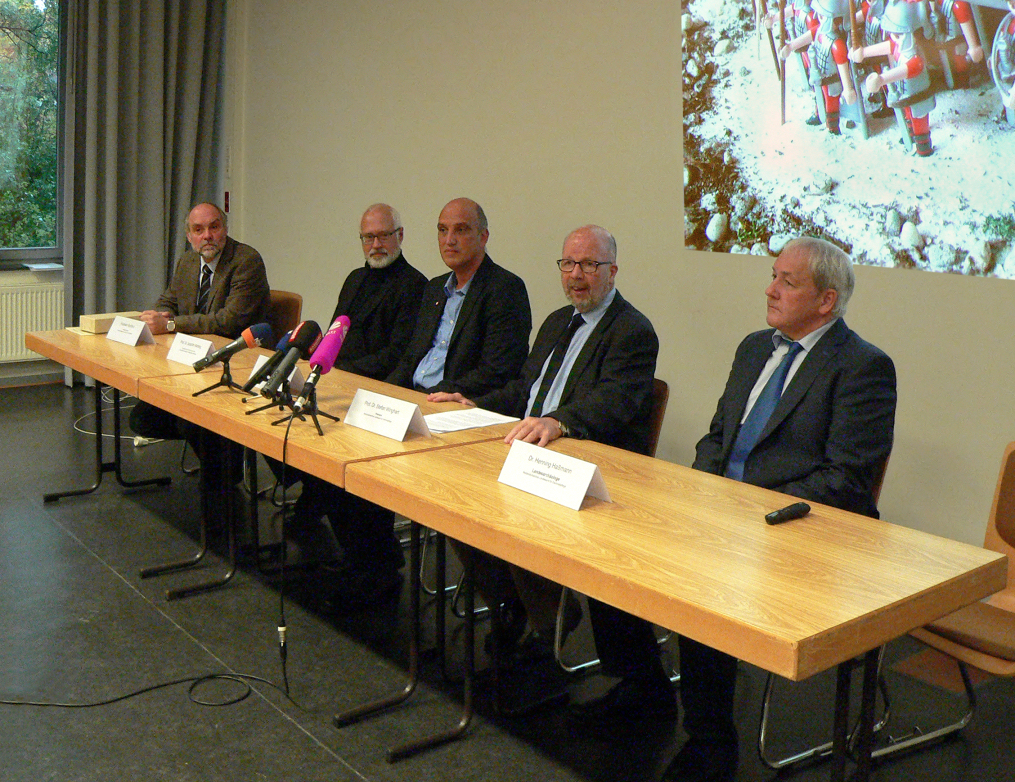
Bekanntgabe der Entdeckung bei einer Pressekonferenz im Niedersächsischen Landesamt für Denkmalpflege, Oktober 2015

Der Luftbildarchäologe Otto Braasch erkannte bei systematischen Flugprospektionen, die er im Auftrag des damaligen Instituts für Denkmalpflege durchführte, im Sommer 1991 an drei Stellen positive Bewuchsmerkmale in einem Getreidefeld bei Wilkenburg. Dies deutete auf einstige Grabenstrukturen unter der landwirtschaftlichen Anbaufläche. Da Gräben in der Regel mit humusreichem Oberboden verfüllt werden, weisen sie eine höhere Ertragsfähigkeit auf. Dadurch wachsen Pflanzen über ehemaligen Gräben höher und haben, vor allem bei Getreide, im Grabenbereich eine kräftigere Grünfärbung gegenüber der Umgebung sowie eine spätere Reifung.
In den folgenden Jahren dokumentierte Otto Braasch die auffälligen Bewuchsmerkmale durch weitere Luftbilder. Mit seinen Erfahrungen, die unter anderem 1985 zur Entdeckung des Römerlagers Marktbreit führten, schätzte Braasch das Wilkenburger Objekt als mögliches „Römerkastell“ ein. Beide Lager gehören zu den wenigen aus der Luft identifizierten römischen Lagern. Die von Otto Braasch in Wilkenburg gesichteten Bodenstrukturen ließen sich zunächst auch als Reste von neolithischen Erdwerken, Landwehren, Feldumhegungen, Bienenzäunen, Feldlagern aus der Franzosenzeit oder als moderne Leitungsgräben interpretieren. Da es 1992 für die Fläche einen Antrag auf Kiesabbau gab, untersuchten es der Archäologe Friedrich-Wilhelm Wulf und der Numismatiker Frank Berger zeitnah mit Begehungen. Sie fanden einzelne Keramikscherben aus der Eisenzeit, die auf eine frühere Siedlung in diesem Bereich hindeuteten, aber keine Reste einer Befestigungsanlage oder Spuren aus der Römerzeit. 1993 erfolgte eine Sondagegrabung mit fünf Grabungsschnitten im Verlauf des möglichen Grabens, der im Boden nicht erkannt werden konnte. Der Bereich wurde als archäologische Fundstelle unbekannter Zeitstellung eingestuft. Weitere Untersuchungen in den folgenden 20 Jahren unterblieben, da das Kiesabbauverfahren nicht weiter betrieben wurde und das Bodendenkmal daher nicht von Zerstörung bedroht war.
Die Identifizierung des römischen Ursprungs der Anlage gelang erst Ende des Jahres 2014 durch Recherchen des ehrenamtlichen Luftbildarchäologen Heinz-Dieter Freese. Anlass war die Erneuerung des Abbauantrages für Kies im selben Jahr. Freese glich seine Luftbilder, die er als Angehöriger der Luftbild AG des Freundeskreises für Archäologie in Niedersachsen aufgenommen hatte, mit denen möglicher römischer Fundstellen aus dem Bestand des Landesamtes für Denkmalpflege ab. Die etwa 200 von Wilkenburg vorhandenen Luftbilder wurden im Landesamt entzerrt und überlagert, so dass sich auf dem Boden eine größere viereckige Anlage erkennen ließ. Entscheidend für das Erkennen des römischen Ursprungs waren die abgerundeten Ecken der Anlage, die in keiner anderen archäologischen Kultur so gleichmäßig ausfallen. Diese Feststellungen waren im April 2015 Anlass für erste archäologische Untersuchungen vor Ort.
Von der Entdeckung erfuhr die Öffentlichkeit im Oktober 2015 durch Medienberichte einige Tage vor der offiziellen Bekanntgabe. Darin war die Rede von Funden in einem Römerlager südlich von Hannover, dessen Lage die Experten des Niedersächsischen Landesamtes für Denkmalpflege noch geheim hielten. Am 15. Oktober 2015 teilten das Niedersächsische Landesamt für Denkmalpflege und die Universität Osnabrück die Entdeckung des römischen Marschlagers bei einer Pressekonferenz in Hannover mit. Die Bekanntgabe fand ein breites überregionales Medienecho.

## Prospektionen und Ausgrabungen

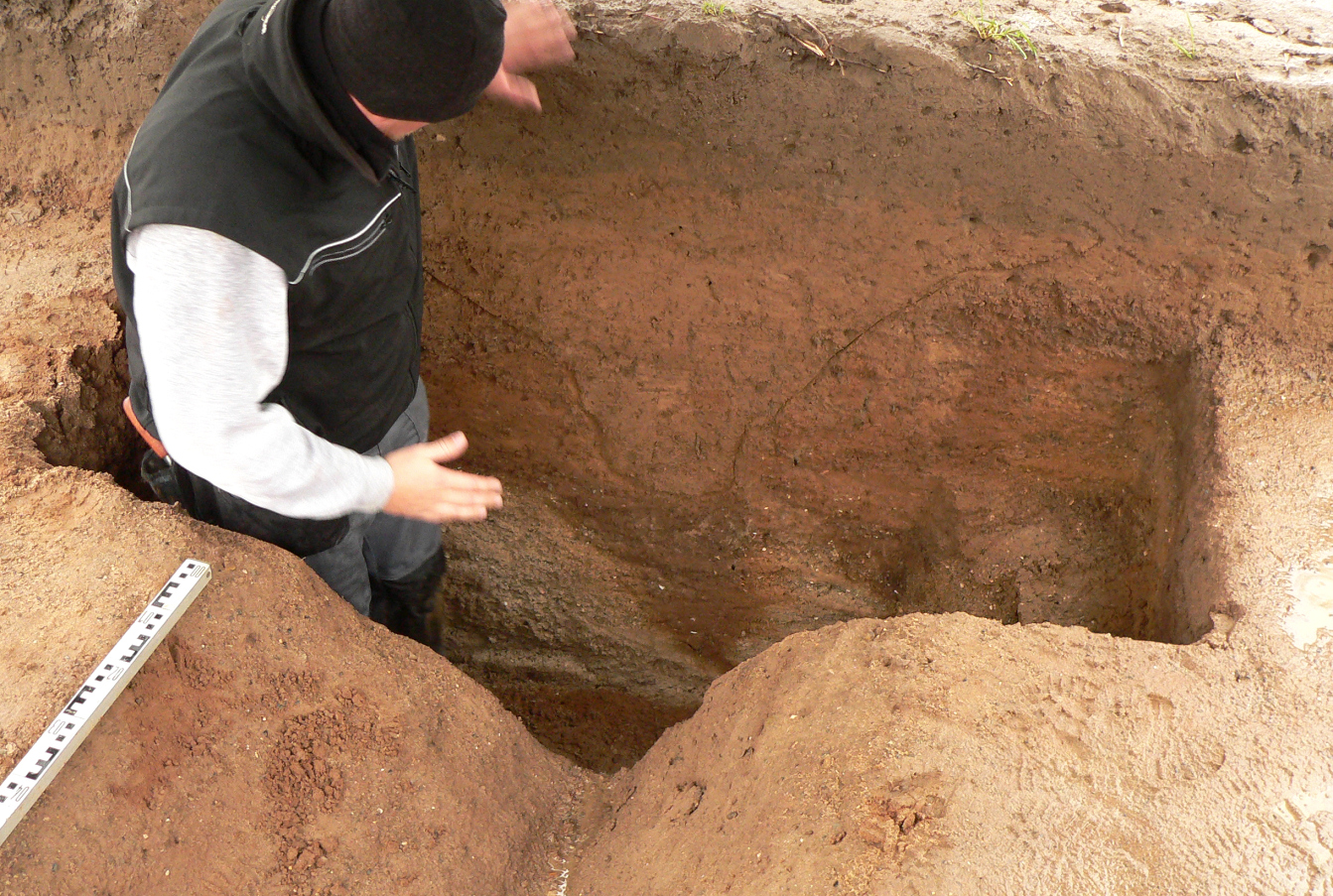
Grabungsschnitt durch den Spitzgraben mit angezeichnetem Profil, im Vordergrund das „ausgelöffelte“ Profil des Spitzgrabens, 2015

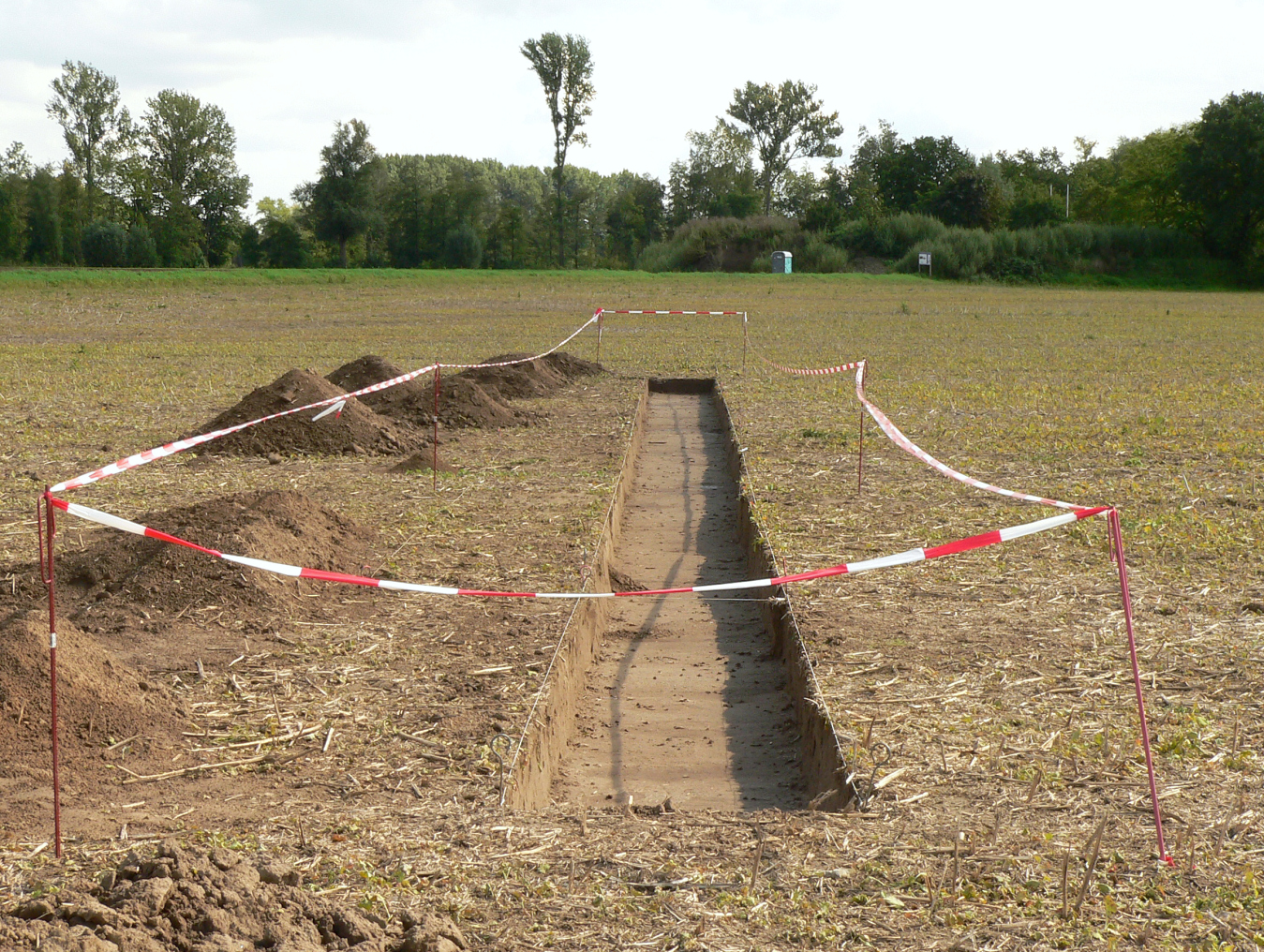
Probegrabung zum Auffinden des Spitzgrabens, 2017

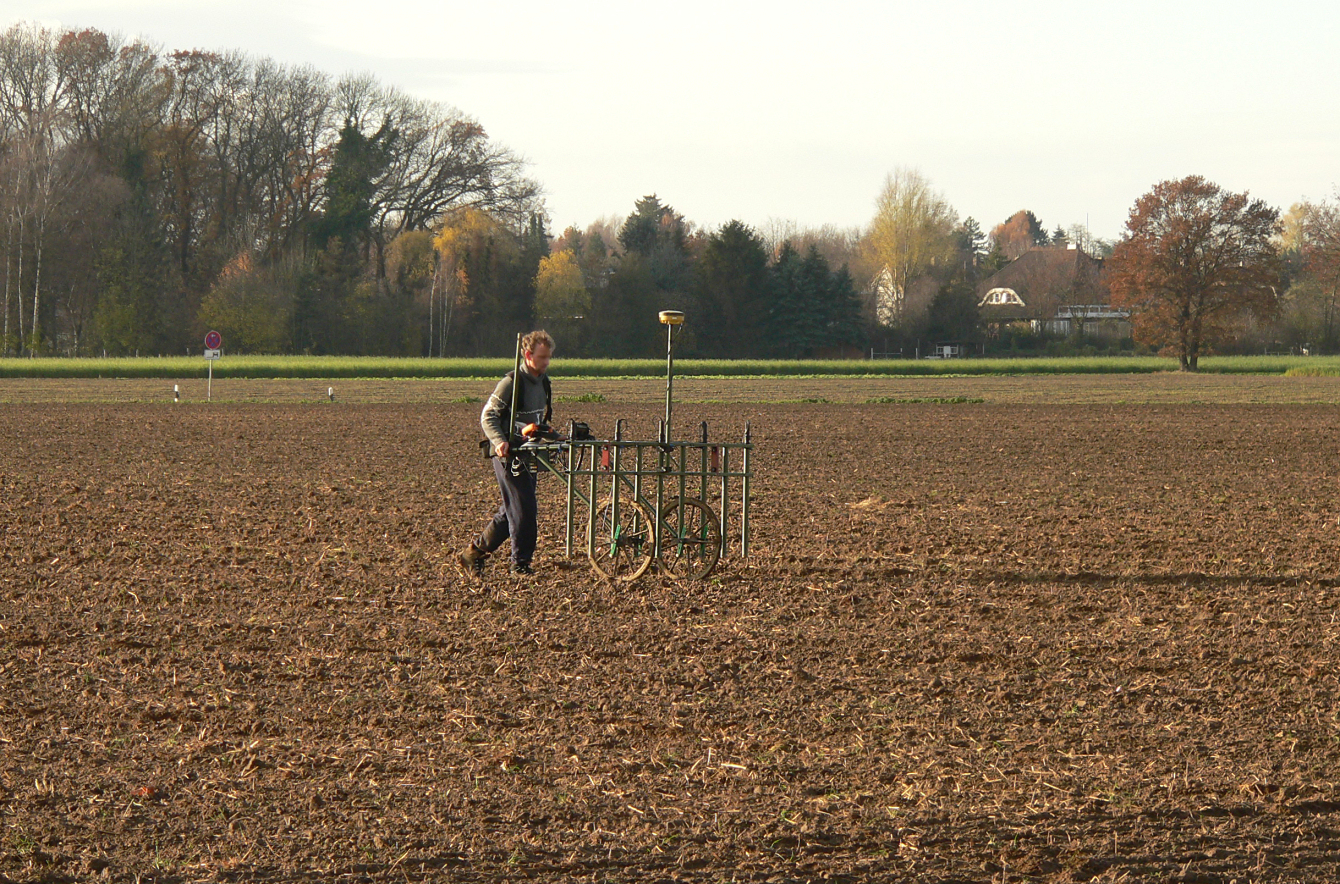
Geophysikalische Untersuchung des Untergrundes mit einem Fluxgate-Magnetometer, 2019

Auf Grundlage der neuen Luftbildbefunde von Ende 2014 führte das Niedersächsische Landesamt für Denkmalpflege nach der Sondagegrabung von 1993 im April 2015 eine erneute Ausgrabung mit zwei Sondageschnitten durch, die der für den Fundort zuständige Bezirksarchäologe Friedrich-Wilhelm Wulf leitete. Parallel dazu unternahmen beteiligte Einrichtungen geophysikalische und systematische Flächenprospektionen im Bereich des vermuteten Lagers, unter anderem mittels Metallsuchgeräten. Die Archäologen vermuteten im Gelände weitere römische Hinterlassenschaften, wie Abfallgruben und Latrinen. Ebenso rechneten sie mit Resten von Backöfen, da die Römer üblicherweise in ihren Marschlagern Brot gebacken haben. So fanden sich in den mehrfach genutzten Römerlagern Holsterhausen etwa 270 Backöfen.
Geophysikalische Messungen der Geomagnetik und des Bodenwiderstands bestätigten den auf Luftbildaufnahmen erkannten Spitzgraben sowie die auf den Bildern erkennbaren Abfallgruben. Bei den beiden Grabungsschnitten im April 2015 zeichneten sich in den Bodenprofilen V-förmige Spitzgräben römischer Bauweise ab. Ab September 2015 kam es zu einer flächenmäßig größeren Grabung durch das Landesamt in Zusammenarbeit mit dem Seminar für Alte Geschichte, Archäologie der römischen Provinzen der Universität Osnabrück. Dabei wurden durch zwei Grabungsschnitte der südwestliche Torbereich und der Umfassungsgraben des Marschlagers untersucht. Der Graben ist im Sohlbereich rechteckig, gut 20 cm tief und mit 30 cm etwa schaufelbreit. Dieser Abschluss wird als „Reinigungsgraben“ angesehen, der bei römischen Wehrgräben üblich war und durch Forschungsarbeiten bekannt ist.
Die Untersuchungen im Jahr 2015 erfolgten nur kleinräumig und punktuell. Das Niedersächsische Landesamt für Denkmalpflege (NLD) und die Ludwig-Maximilians-Universität München begannen 2016 ein gemeinsames Forschungsprojekt mit interdisziplinären Partnern und kündigten weitere Forschungen mit verschiedenen Partnern an.
Laut Medienberichten wurden nach Bekanntgabe der Entdeckung Ende 2015 in einem Fall illegale Sondengänger des Areals des Römerlagers verwiesen, und in einem anderen Fall kam es vermutlich zu Aktivitäten von Raubgräbern. Die Archäologen machten darauf aufmerksam, dass dort keine Fundstücke von finanziellem Wert zu erwarten sind, die Stücke in ihrem Fundzusammenhang aber für die Forschung von großer Bedeutung sind.
Anfang 2017 erfolgten Untersuchungen im Niederungsgebiet Dicke Riede mit vermuteten anmoorigen Böden, das sich durch den ehemaligen Lagerbereich zieht. Dabei nahm das NLD Bohrungen mittels eines Pürckhauer-Bohrstabes vor, um mittels paläobotanischer Untersuchungen Erkenntnisse zum Zustand des Feuchtgebietes während der Anwesenheit der Römer zu erlangen. Jedoch ließen sich keine Torfschichten mit untersuchungsfähigem Pollenmaterial finden. Bei weiteren geophysikalischen Untersuchungen im Jahr 2017 wurde im nordöstlichen Lagerbereich ein neues Stück des Grabenverlaufs erkannt, so dass das Lager bis zu 40 Hektar Größe gehabt haben könnte.
Im August und September 2017 führte das Niedersächsische Landesamt für Denkmalpflege eine weitere Sondagegrabung von 20 Meter Länge und zwei Meter Breite durch, um den Spitzgraben nachzuweisen. Dabei wurde zum Erkennen von Kleinfunden, wie Münzen, das Bodenmaterial manuell geschlämmt und gesiebt. Der römische Lagergraben konnte nicht nachgewiesen werden. Stattdessen fanden sich wie bei der Ausgrabung von 2015 Reste eines Brandgräberfriedhofs, was auf eine bronzezeitliche Vornutzung des Marschlagerareals hindeutet. Eine Bestattungsurne ließ sich mittels der C-14 Methode auf das 12. Jahrhundert v. Chr. in die jüngere Bronzezeit datieren.
Im Jahr 2018 wurden bei Ausgrabungen in Rethen fünf Kilometer östlich des römischen Marschlagers Reste einer germanischen Siedlung sowie ein dazugehöriges Gräberfeld mit 380 Brandgräbern freigelegt. Die Siedlung bestand in den zwei Jahrhunderten vor und nach Christi Geburt. Die Auswertung der Funde erfolgt insbesondere im Hinblick auf einen Zusammenhang der Siedlung mit dem römischen Marschlager in Wilkenburg. Laut den Archäologen ist es möglich, dass die germanischen Bewohner zu den Römern Kontakt hatten.
Bis 2019 sind etwa ein Prozent des Areals des Marschlagers mittels Bodeneingriffen archäologisch untersucht worden. Der Chemiker Franz Renz vom Institut für Anorganische Chemie der Leibniz-Universität Hannover schlug 2019 vor, die Mößbauerspektroskopie als zerstörungsfreie Methode bei der Suche nach römischen Hinterlassenschaften auf dem Lagergelände zu nutzen. Er setzt die Technologie seit Jahren bei Bodenanalysen auf dem Mars im Auftrag der NASA ein.

## Funde

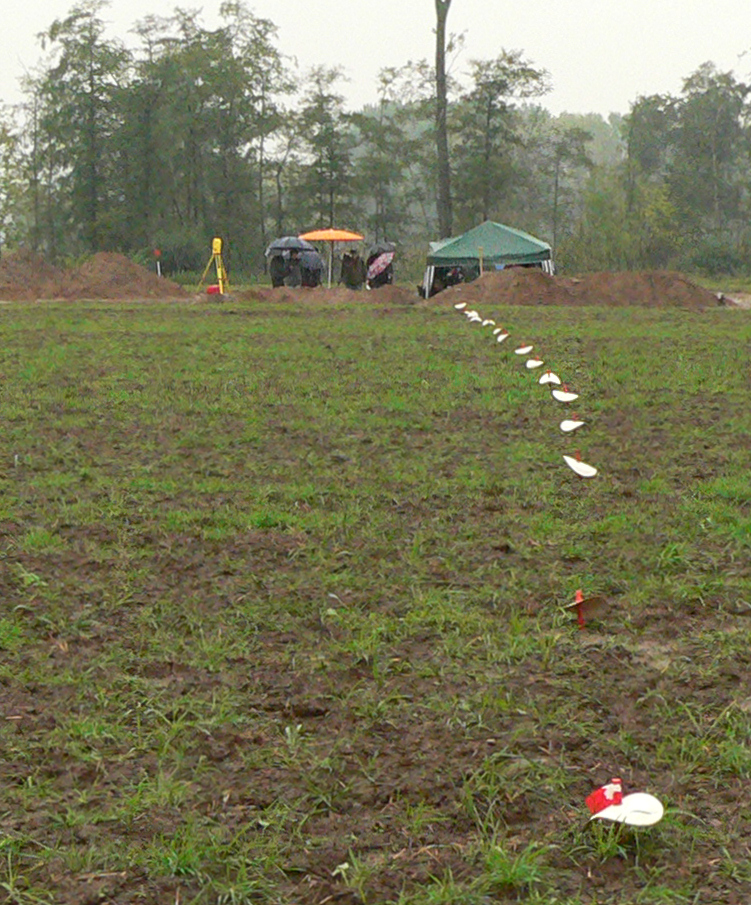
Ausgrabungsstelle und markierter Verlauf des früheren Spitzgrabens, 2015

Parallel zu den Untersuchungen in Wilkenburg erfolgt die Auswertung der bisherigen Funde und deren Restaurierung im Niedersächsischen Landesamt für Denkmalpflege. Ebenso findet eine numismatische Begutachtung der gefundenen Münzen statt. Die archäometrischen Untersuchungen nimmt der Archäometallurg Robert Lehmann vom Arbeitskreis Archäometrie  an der Leibniz Universität Hannover vor.
Die Suche auf dem Fundgelände führte bisher (2018) zu etwa 2500 Fundstücken aus Buntmetall aus allen historischen Epochen bis ins 20. Jahrhundert. Sie fanden sich alle im Pflughorizont. Eine archäometrische Untersuchung ist bei rund 220 Stücken vorgenommen worden. Von den untersuchten Fundstücken haben bisher (2017) etwa 200 nachweislich eine römische Herkunft. Dazu gehören Schuhnägel, eine versilberte Pinzette aus Messing, verzierte Messingknöpfe und das Fragment einer Schließe. Ein besonderes Fundstück ist eine halbmondförmige Lunula als Schmuck eines Pferdegeschirrs, die eine Reparaturstelle aus Zinn aufweist. 
Der kleine, vollplastische Tierkopf aus Bleibronze, der angeblich zu einem offenen Armring gehörte, wurde 2024 in einer Neubewertung als wahrscheinlich mittelalterlicher Drachenkopf angesprochen.
Außerdem fanden sich bisher (2018) rund 70 Münzen oder Teile davon, darunter Bronze- und Silbermünzen sowie Kupfermünzen als Soldatengeld der Römer. Nahezu alle gefundenen Münzen sind stark korrodiert, so dass sie anhand ihrer Münzbilder nur schwer zu identifizieren sind. Mehrere der gefundenen Kupfermünzen sind halbiert, was um Christi Geburt im Norden üblich war, da sie dort eine doppelte Kaufkraft gegenüber Italien besaßen. Eine der Kupfermünzen, ein As aus Nemausus mit einem Krokodilkopf, wurde während des 2. und 1. Jahrzehnts v. Chr. geprägt. Diese Münzen waren in der Zeit der römischen Okkupation Germaniens üblich; sie fanden sich auch im Nachschublager Hedemünden und im Römerlager Oberaden. Zu den Funden zählt ferner ein Münzmeister-As, das nach einer ersten Bestimmung durch den Numismatiker Frank Berger vom Historischen Museum Frankfurt unter C. Plotius Rufus 15 v. Chr. geprägt wurde. Es fanden sich weiterhin ein republikanischer Denar und keltische Münzen, die auch als Kleinerze bezeichnet werden und die typisches Soldatengeld waren. Die älteste Münze ist ein Denar aus dem Jahr 113 v. Chr. Ein Gaius-Lucius-Denar, der nach Untersuchungen des Numismatikers Ulrich Werz von 2 v. Chr. bis 1 v. Chr. geprägt wurde, gilt derzeit (2018) als Schlussmünze. Das Münzspektrum unterscheidet sich deutlich von den im drususzeitlichen Römerlager Hedemünden sowie von den im varuszeitlichen Fundgebiet Kalkriese festgestellten Münzen. Die Münzfunde in Wilkenburg sind laut dem niedersächsischen Landesarchäologen Henning Haßmann ein sicherer Nachweis, dass sich römische Soldaten im zentralen Niedersachsen aufgehalten haben.

Münzfunde
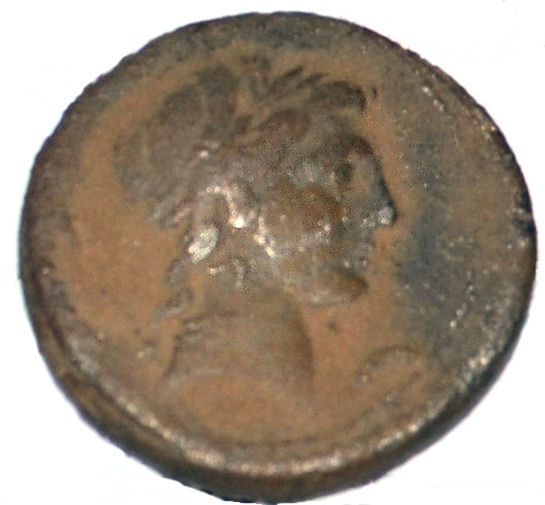
Denar, 82 v. Chr.
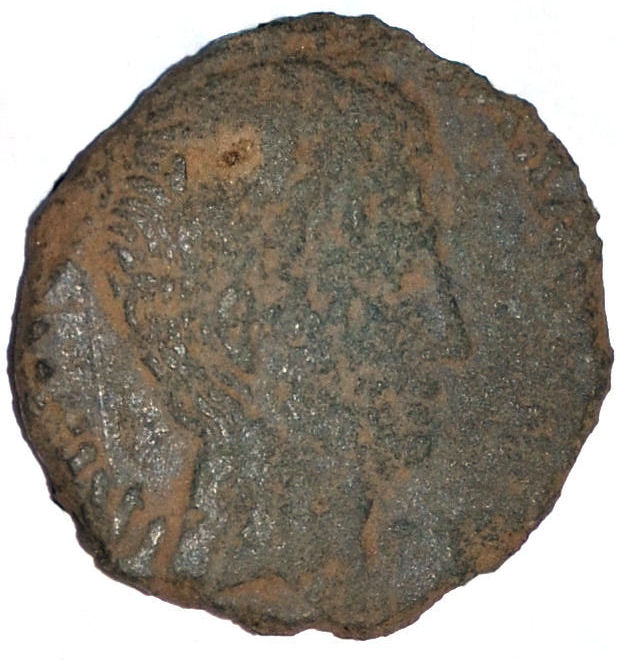
Römischer As, 15 v. Chr.
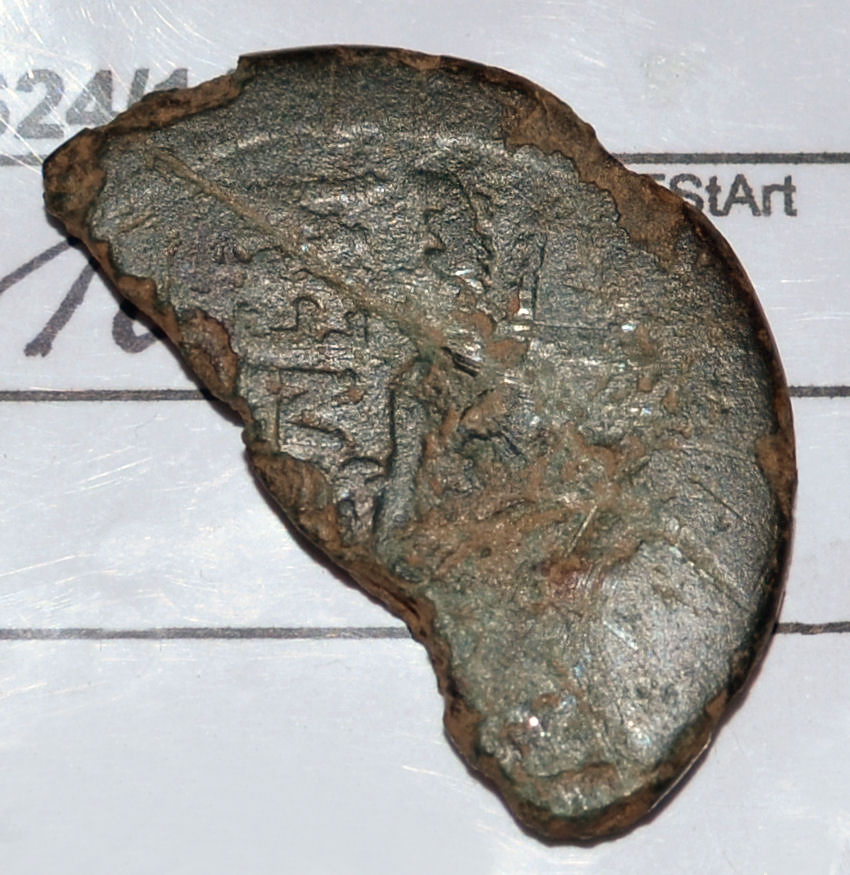
Römischer Nemausus-As
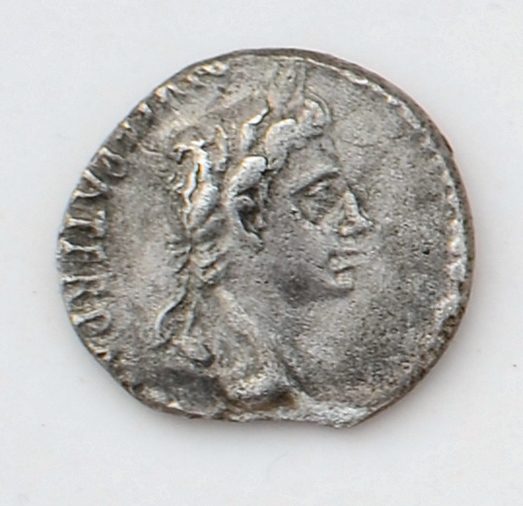
Silberdenar Gaius Lucius, von 2 v. Chr. bis 1 v. Chr. als Schlussmünze

Metallfunde
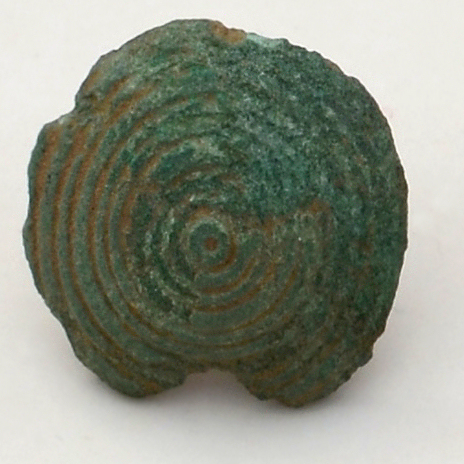
Riemenbeschlag
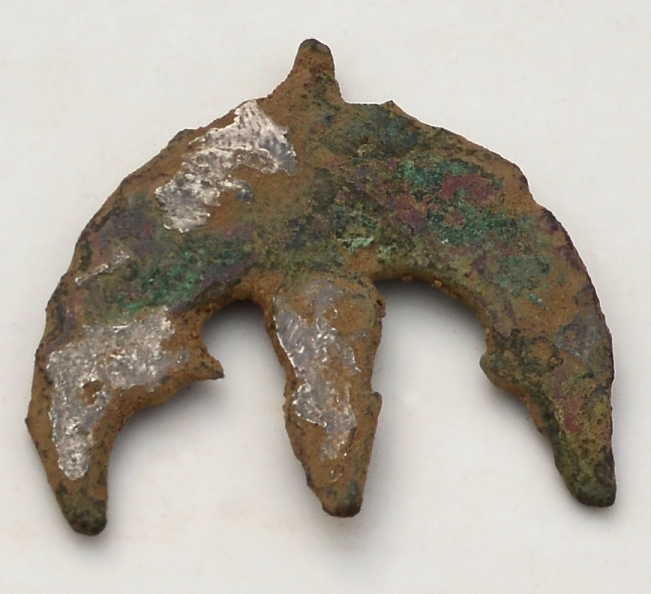
Pferdegeschirranhänger in Lunula-Form
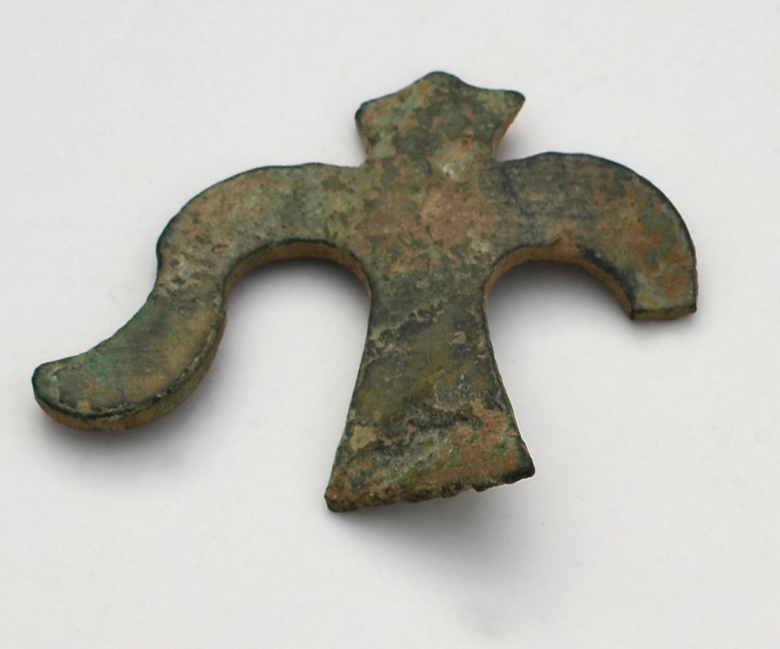
Pferdegeschirranhänger
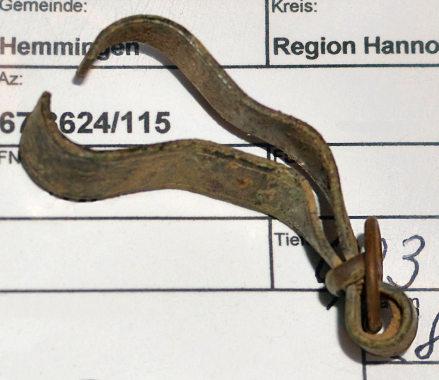
Pinzette aus Messing, römische Herkunft

## Bedeutung

### Historische Deutung
Die archäologische Wissenschaft vermutete schon länger römische Marschlager in Norddeutschland. Ihr Nachweis fällt extrem schwer, da sich durch die sehr kurzzeitige Nutzung kaum Spuren erhalten haben. Das Marschlager von Wilkenburg ist neben den Schlachtfeldern von Kalkriese und am Harzhorn, dem Römerlager Hedemünden sowie dem Fundplatz Bentumersiel einer der wenigen Fundorte mit römischen Befunden in Niedersachsen. Während sich römische Bezüge bisher nur in niedersächsischer Randlage fanden, liegt Wilkenburg in zentraler Lage und ist das am weitesten nordöstlich gelegene Marschlager in der norddeutschen Tiefebene. Die besondere Bedeutung des Marschlagers von Wilkenburg wird darin gesehen, dass es die bisherigen Erkenntnisse zu römischen Feldzügen revidiert und auf neue Marschwege zur Eroberung des rechtsrheinischen Germaniens (Germania magna) hinweist.
Laut dem provinzialrömischen Archäologen Salvatore Ortisi, der die Arbeiten in der Fundregion Kalkriese wissenschaftlich leitete, ließen die Ausmaße des Lagers eine Unterbringung von etwa 20.000 Soldaten zu, was drei Legionen einschließlich Hilfstruppen samt Tross entspricht. Damit gehört es zu den größten bisher entdeckten römischen Lagern dieser Art rechts des Rheins. Die nächsten Parallelen sind das Feldlager Haltern und eines der Marschlager von Holsterhausen.
Bei einer ersten Einschätzung wurde das Lager grob in die Zeit zwischen 12 v. Chr. und 9 n. Chr. eingeordnet, als die Römer mehrere Versuche einer militärischen Besetzung der Germania magna unternahmen.
Anhand des Münzspektrums mit dem von 2 v. Chr. bis 1 v. Chr. geprägten Gaius-Lucius-Denar als Schlussmünze ist es am wahrscheinlichsten, dass das Marschlager zwischen den Jahren 1 und 6 n. Chr. entstanden ist. Für diesen Zeitraum überlieferte der römische Historiker Velleius Paterculus weitere Militäraktionen der Römer in Germanien, die er als immensum bellum („gewaltiger Krieg“) bezeichnete. Die Kriegszüge dienten der Unterwerfung germanischer Stämme, die sich gegen die römische Machtausübung rechts des Rheins erhoben hatten. Zu diesen Stämmen zählten auch die Cherusker im Leine-Weser-Harzgebiet und die Langobarden an der Elbe. Velleius Paterculus erlebte als Offizier unter dem Oberkommando des Tiberius  die Militäroperationen als Zeitzeuge mit. Nach eigener Aussage diente er ab dem Jahr 4 n. Chr. unter dem Kommando des Tiberius, zunächst als Reiterpräfekt.
Die Archäologen haben zwei historische Szenarien zur Einordnung des Lagers entworfen. So könnte das Marschlager während eines Feldzuges in der Germania magna entstanden sein, mit dem die Römer in Germanien, ausgehend von ihrem großen Standlager in Mainz, ihre Machtsphäre nach Osten auszuweiten versuchten. Die römischen Expeditionen bewegten sich, um den Nachschub effektiv transportieren zu können, auch entlang von Flüssen, an deren Ufern sich Militärbasen reihten, wie zum Beispiel die römischen Lager entlang der Lippe. Die Provinzialrömische Archäologin Bettina Tremmel von der LWL-Archäologie für Westfalen hält es für möglich, dass die Römer aus dem Lager Barkhausen nach Wilkenburg kamen und dass auf der Strecke noch zwei bis drei weitere Marschlager vorhanden waren. Das Lager Barkhausen war wiederum zwei Tagesmärsche vom 2017 entdeckten Römerlager Bielefeld-Sennestadt entfernt. Das nächste niedersächsische Marschlager vermutet der niedersächsische Landesarchäologe Henning Haßmann in einem Umkreis von 20 Kilometern um Wilkenburg. Laut dem Archämetallurgen Robert Lehmann weist die hohe Qualität der Fundstücke aus Metall darauf hin, dass sie zu besonderen Truppen gehörten, wie Garden und Paradetruppen.
Im Fall von Wilkenburg wird das Marschlager zusammen mit dem Römerlager Hedemünden als Teil der römischen Strategie gesehen, den Leinegraben und darüber hinaus den Unterlauf der Leine als Aufmarschlinie zu nutzen. Die Wissenschaftler hoffen im Abstand von je 20 Kilometern ab Wilkenburg weitere Anlagen dieser Art zu finden, da diese Entfernung einem Tagesmarsch der Römer entspricht.
Dem anderen Szenario zufolge könnte das Marschlager von Wilkenburg durch den 7 n. Chr. eingesetzten römischen Heerführer Varus angelegt worden sein. Dagegen spricht derzeit (2018) das Fehlen von Münzen aus dieser Zeit, zum Beispiel mit Gegenstempeln des Varus aus den
Jahren 7 bis 9 n. Chr.
2025 äußerte eine Vertreterin der Römer AG Leine, dass nach neuesten Erkenntnissen zwei bis drei römische Legionen mit mehr als 20.000 Soldaten ihr Marschlager offenbar für drei Monate in Wilkenburg aufgeschlagen haben. Laut römischen Schriftquellen hätten sie unter dem Oberbefehl des Feldherrn Tiberius gestanden, der hier Friedensverhandlungen mit örtlichen Stämmen geführt habe.

### Archäologische Bedeutung
Das Marschlager von Wilkenburg gehört zu den größten römischen Lagern rechts des Rheins und ist das größte römische Bodendenkmal in Niedersachsen. Es gehört zu den wenigen römischen Marschlagern nördlich des Limes, die weitestgehend nicht überbaut worden sind. Außerdem ist es das nordöstlichste bisher gefundene Lager und stellt den ersten archäologischen Nachweis der schriftlichen Überlieferung des Immensum bellum („gewaltiger Krieg“) durch den römischen Geschichtsschreiber Velleius Paterculus dar.
Zur Entdeckung sagte die damalige Niedersächsische Ministerin für Wissenschaft und Kultur Gabriele Heinen-Kljajić (Bündnis 90/Die Grünen) im Oktober 2015:
„Die Entdeckung des römischen Marschlagers bei Wilkenburg ist ein herausragender Erfolg der niedersächsischen Archäologie. Er beruht auf dem Einsatz moderner Prospektionstechniken sowie der engen Kooperation mit der Universität Osnabrück.“
Vor dem Hintergrund der Bedrohung des Bodendenkmals durch Kiesabbau (siehe unten: Bedrohung durch Kiesabbau) sieht das Niedersächsische Landesamt für Denkmalpflege (NLD) im Konsens mit der deutschen und internationalen Fachwelt ein herausragendes wissenschaftliches und öffentliches Interesse an seinem Erhalt. Die Bedeutung der Fundstelle bestehe darin, dass der Lagerbereich nicht überbaut worden ist.
Nach dem Niedersächsischen Denkmalschutzgesetz besteht ein grundsätzliches Erhaltungsgebot für Denkmale, von dem nur in Ausnahmefällen abgewichen wird. Wenn wichtige öffentliche Belange überwiegen, sind die Befunde vor ihrer Zerstörung durch eine Rettungsgrabung zu dokumentieren. Im Fall von Wilkenburg fordern Archäologen darüber hinaus ein Schlämmen und Sieben des Oberbodens als fundführende Erdschicht, da die kleinteiligen und fragmentierten römischen Hinterlassenschaften nicht durch herkömmliche Ausgrabungen gefunden werden können. Laut dem NLD verbiete sich eine Rettungsgrabung bei dem römischen Marschlager von Wilkenburg aus fachlicher Sicht. Archäologen möchten die Fundstelle als Forschungsreserve bewahren, da in Zukunft mit weiteren verbesserten Untersuchungsmethoden zu rechnen sei. Der für die Fundstelle zuständige Bezirksarchäologe des NLD Friedrich-Wilhelm Wulf äußerte sich zur Bedeutung des Fundortes folgendermaßen:
„Wir haben jede Menge Kiesgruben, aber nur dieses eine römische Marschlager“.
Nach Ansicht des NLD habe der öffentliche Belang des Erhalts eines Bodendenkmals von europäischer Bedeutung vor öffentlichen und privatwirtschaftlichen Interessen zur Rohstoffgewinnung zu stehen. Im krassen Gegensatz dazu stand die erste denkmalrechtliche Bewertung der Region Hannover als Untere Denkmalschutzbehörde vom Dezember 2016. Sie maß dem Bodendenkmal keine „herausragende Bedeutung“ bei, da vergleichbare Marschlager römischer Truppen bereits zu hunderten in Europa gefunden worden seien. Nach damaliger Einschätzung der zuständigen Kommunalarchäologin Ute Bartelt habe das Bodendenkmal keine „europäische Bedeutung“, da es die Kriterien für das Europäische Kulturerbe-Siegel nicht erfülle.

## Präsentation
Seit der Bekanntgabe der Entdeckung des römischen Marschlagers von Wilkenburg am 15. Oktober 2015 wird die Öffentlichkeit regelmäßig über den historischen Hintergrund der früheren Anlage von staatlicher Seite durch die für die Fundstelle zuständige Stadt Hemmingen und das Niedersächsische Landesamt für Denkmalpflege (NLD) informiert.
Am Tag des offenen Denkmals 2016 bot das NLD auf dem Fundgelände öffentliche Führungen an, an denen rund 400 Personen teilnahmen. Dabei wurde im südwestlichen Lagerbereich, nahe einem einstigen Torbereich, eine erste Informationstafel unter Beteiligung des Freundeskreises für Archäologie in Niedersachsen enthüllt. Anfang 2017 wurde von der Römer AG Leine (RAGL) (siehe unten: Römer AG Leine), der Bürgerinitiative gegen Kiesabbau in Wilkenburg und der Numismatischen Gesellschaft zu Hannover eine zweite Informationstafel aufgestellt. Sie steht im nordöstlichen Lagerbereich am Ortsrand von Wilkenburg. Im Sommer 2017 stellte die RAGL eine dritte Infotafel im südöstlichen Lagerbereich auf. Am Tag des offenen Denkmals 2017 gruben Archäologen des NLD zu Demonstrationszwecken ein kurzes Stück eines römischen Spitzgrabens in den Ackerboden.
Im Jahr 2017 wurden Planungen zur musealen und touristischen Nutzung des Fundgeländes bekannt. Zum Jahresanfang stellte ein Lehrbeauftragter der Fakultät für Architektur und Landschaft an der Universität Hannover einen Entwurf für ein Besucherzentrum mit Lehrpfad am Römerlager vor. Dieses würde aus einem 15 Meter hohen Aussichtsturm bestehen. Die Kosten belaufen sich auf etwa 350.000 Euro. Ende 2017 wurden Pläne der Römer AG Leine bekannt, am Rande des Fundgeländes in einer Kleingartenanlage für 18.000 Euro eine Infohütte als Informationszentrum mit einem römischen Holzturm als Aussichtsturm einzurichten. Eine finanzielle Beteiligung am Informationszentrum als außerschulischer Lernort und Touristenattraktion ist seitens der Region Hannover und des Landes Niedersachsen nicht vorgesehen; laut der Römer AG Leine könnte es durch Stiftungen gefördert werden. Außerdem entwickelten Studenten der Hochschule Ostwestfalen-Lippe mit dem Projekt „Wilkenburg: Archäologischer Ausstellungsraum und Besucherzentrum“ Konzepte zur musealen Nutzung des Fundgeländes, in die auch das nahe gelegene Mausoleum Graf Carl von Alten einbezogen werden könnte. 2021 äußerte der Hemminger Bürgermeister Claus-Dieter Schacht (SPD), dass es Ziel der Stadt Hemmingen sei, am früheren Lagergelände ein Römisches Museum zu errichten. 2025 wurden die Informationstafeln durch inhaltlich überarbeitete Tafeln erneuert.

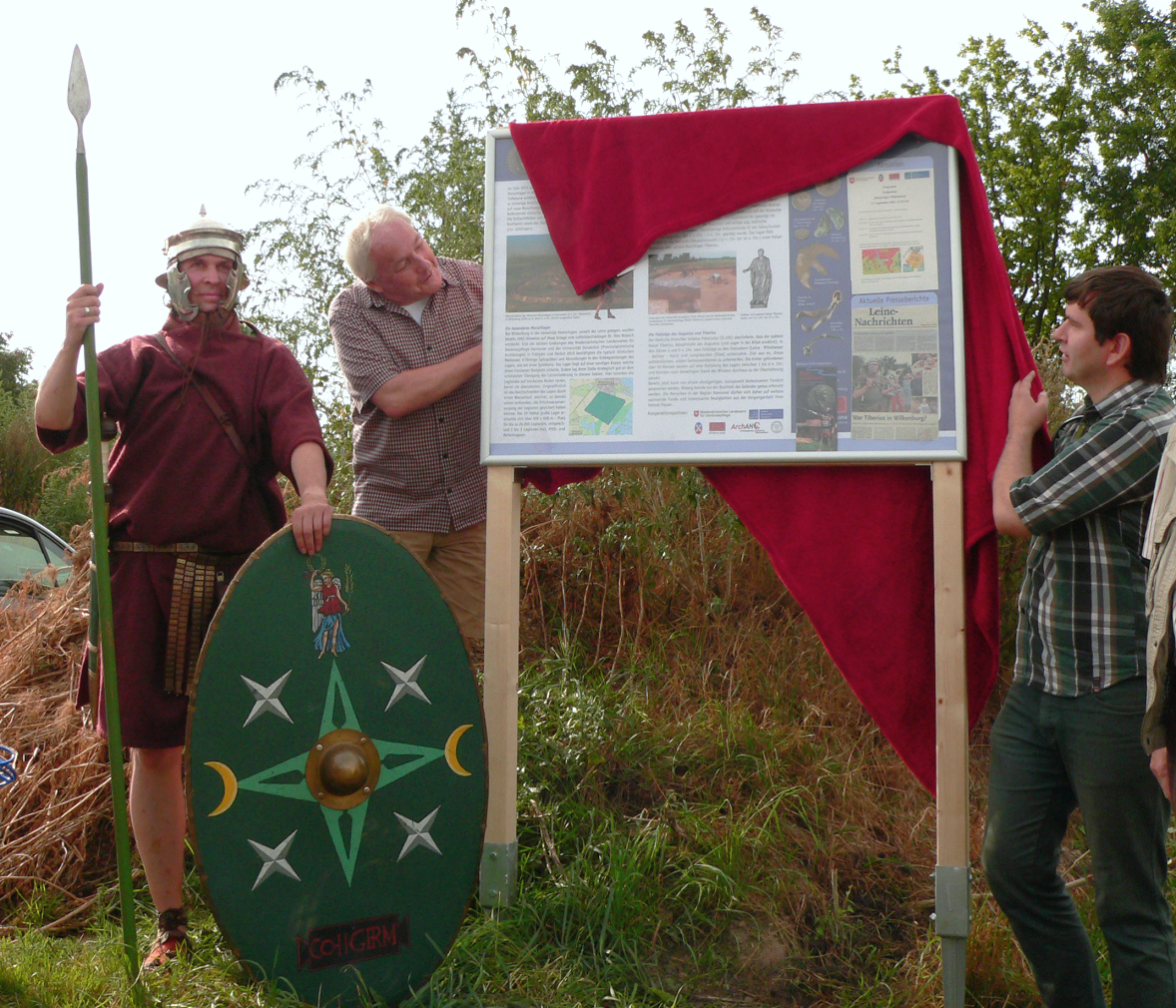
Enthüllung der ersten Informationstafel am Tag des offenen Denkmals 2016 durch den niedersächsischen Landesarchäologen Henning Haßmann (Mitte)
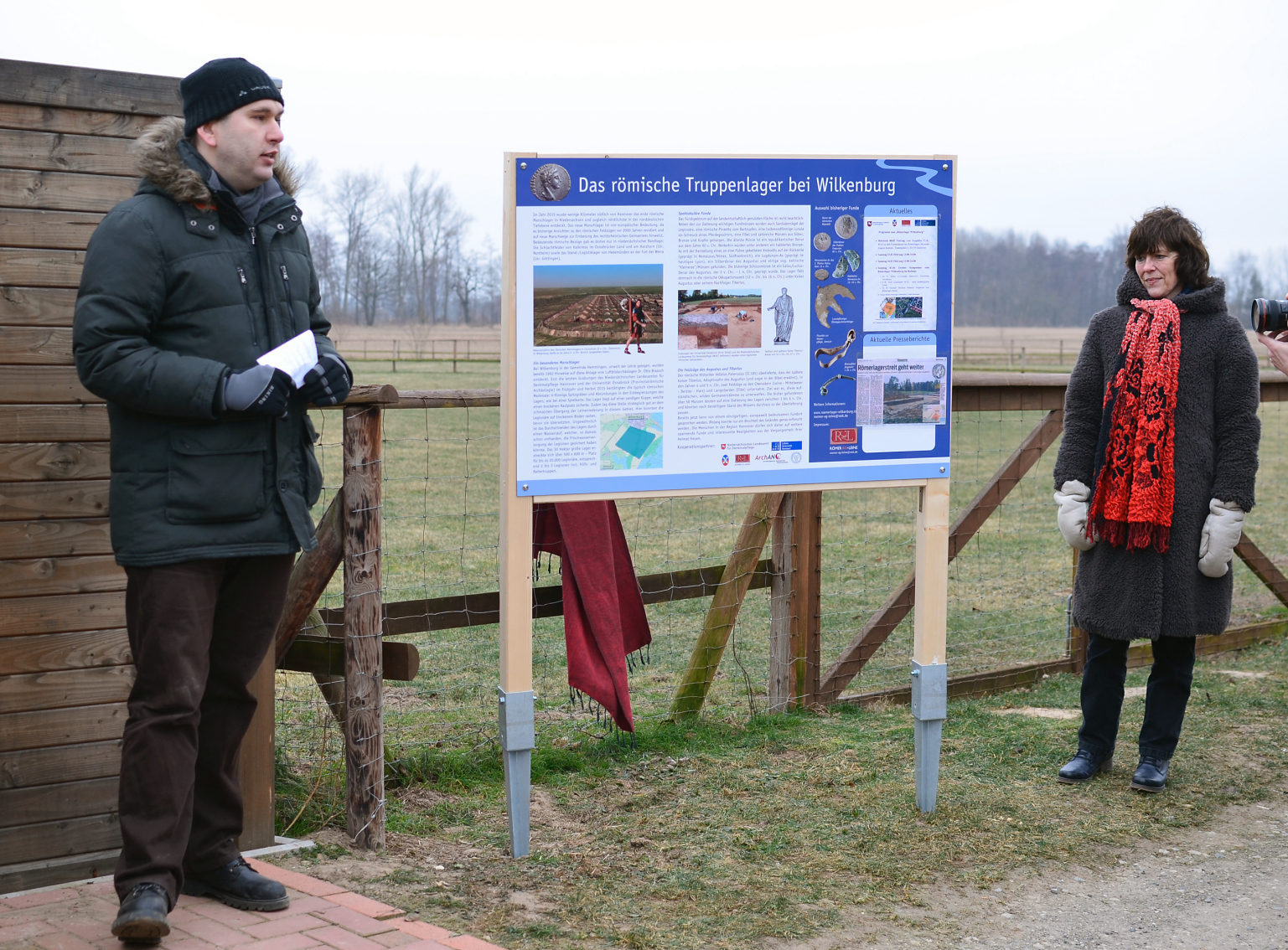
Aufstellung der zweiten Tafel durch Robert Lehmann und Karola Hagemann von der Römer AG Leine (RAGL), 2017
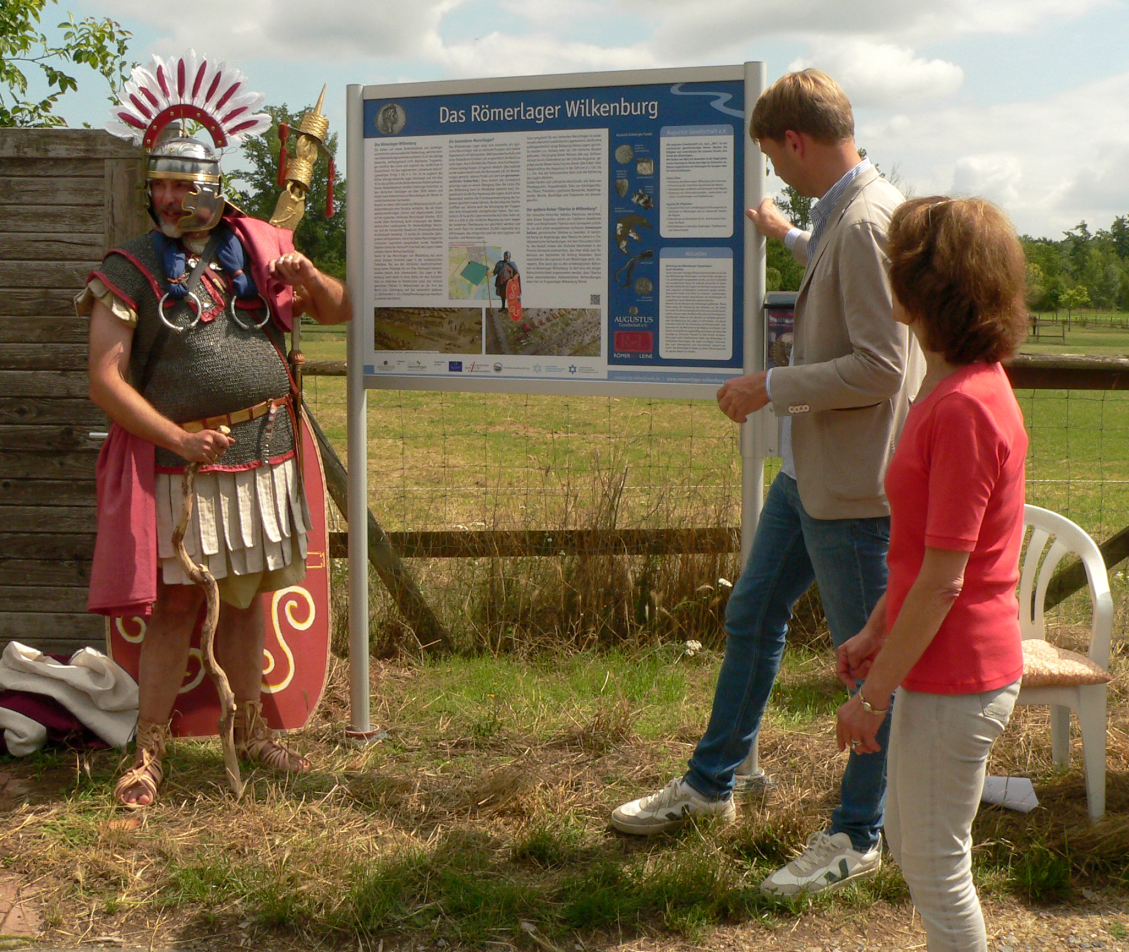
Enthüllung einer neu bearbeiteten Informationstafel mit dem Bürgermeister von Hemmingen, Jan Dingeldey (Mitte), 2025
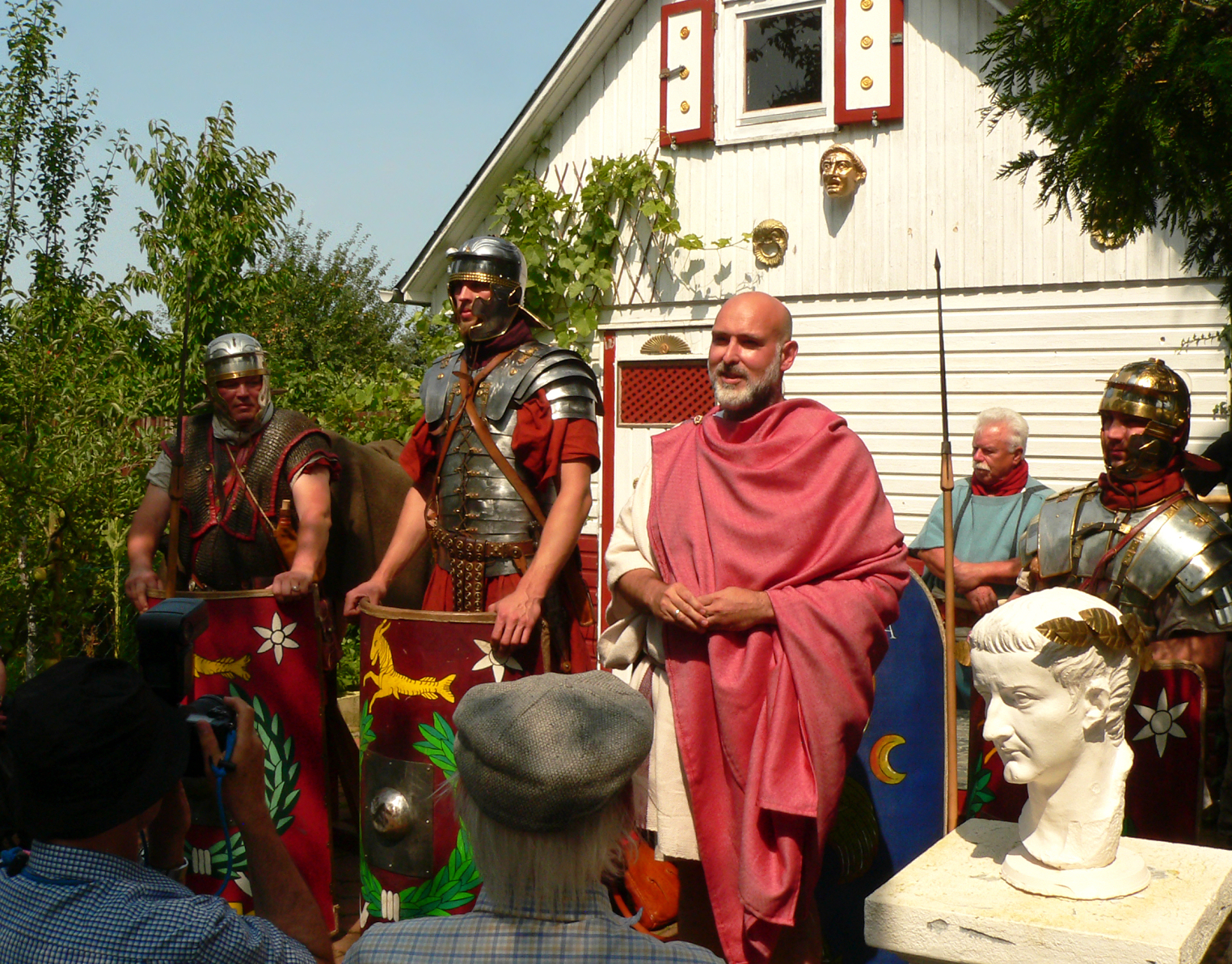
Reenactment-Gruppe Legio XXI Rapax an der Infohütte, 2025

### Römer AG Leine

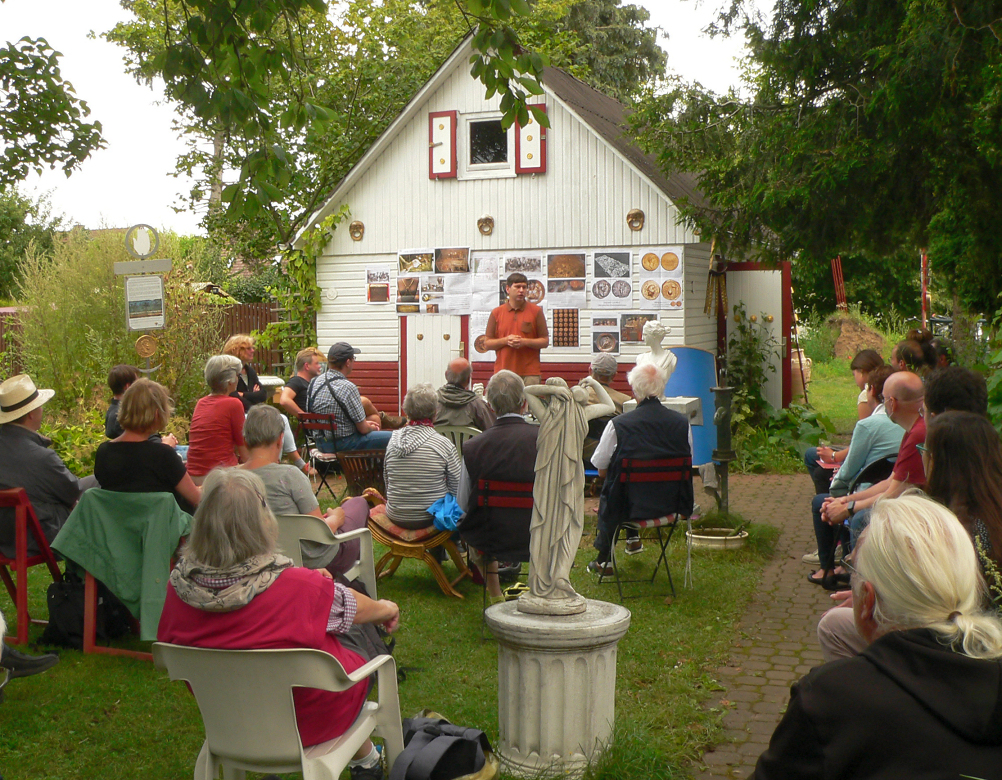
Infohütte der Römer AG Leine am Rande des Marschlagers, Vortrag zu römischen Gold- und Silberschätzen, 2021

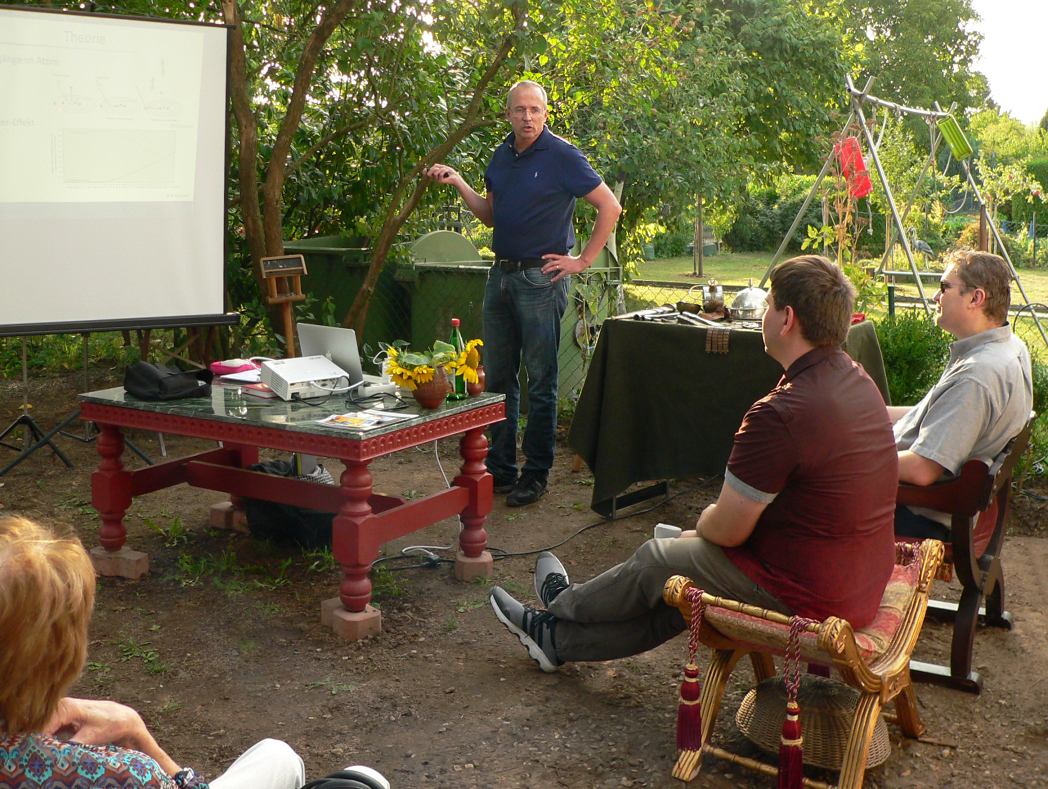
Disputation einer Bachelorarbeit zu Metallfunden des Römerlagers an der Infohütte, 2018

Kurz nach dem Bekanntwerden des Marschlagers gründeten fünf Personen 2015 im Sinne von Citizen Science die Römer AG Leine (RAGL) als interdisziplinäre Arbeitsgemeinschaft. Ihr gehören Experten aus unterschiedlichen Bereichen, wie Bodenkunde, Chemie, Graphik und Luftbildarchäologie an, darunter der Numismatiker Ulrich Werz, die Autorin Karola Hagemann und der Archäometallurg Robert Lehmann. Die Arbeitsgemeinschaft führt in Abstimmung mit der Denkmalpflege Öffentlichkeitsarbeit zum Marschlager durch. Dies geschieht in Kooperation mit der Stadt Hemmingen, der Leibniz Universität Hannover, der Numismatischen Gesellschaft zu Hannover, dem Freundeskreis für Archäologie in Niedersachsen und dem Landesverband der Jüdischen Gemeinden von Niedersachsen. Seit Anfang 2016 organisiert die RAGL regelmäßig Führungen an der Fundstelle, auch unter Begleitung eines Legionärs. Sie erfolgen zu verschiedenen Themenstellungen aus der Zeit der Römer, wie Leben des römischen Legionärs, Kaiser Tiberius, Händler im römischen Heer, Wein im alten Rom und finden im Winterhalbjahr monatlich statt. Im Jahr 2016 wurden fast 1000 Interessierte über das Gelände geführt.
Im Sommer 2017 begann die RAGL ein Projekt unter der Bezeichnung Hannover, Aleppo, Rom – verbunden durch die Römer ins Leben, bei dem sich Menschen verschiedener Nationen für den Erhalt des Römerlagers einsetzen. Schirmherr des Projektes ist der Vorsitzende des Landesverbandes der Jüdischen Gemeinden von Niedersachsen Michael Fürst.
2018 richtete die RAGL am Rande der Fundstelle eine Infohütte als kleines Informationszentrum zum Marschlager ein. Es befindet sich auf einer Gartenparzelle eines Kleingartengeländes und besteht aus einem Gartenhaus, das in den traditionellen römischen Farben rot und weiß gestrichen ist. Auf dem Gelände werden die Teilnehmer von Führungen empfangen und Informationen zum Römerlager angeboten. Erstmals unter freiem Himmel fand auf dem Gelände im August 2018 die Disputation einer Bachelorarbeit an der Leibniz Universität Hannover statt, die die chemische Analyse von Metallfunden aus dem Römerlager zum Inhalt hat.

### Symposien und Informationsveranstaltungen
Im September 2016 veranstalteten die Universität Hannover, die Römer AG Leine, das Niedersächsische Landesamt für Denkmalpflege (NLD) und der Heimatbund Niedersachsen im Hemminger Rathaus ein Symposium zum Thema Römerlager Wilkenburg. Vor rund 90 Besuchern informierte der Bezirksarchäologe Friedrich-Wilhelm Wulf vom Landesamt für Denkmalpflege über den aktuellen Forschungsstand. Der Althistoriker Horst Callies vom Historischen Seminar der Universität Hannover referierte zum römischen Vordringen nach Germanien im Zusammenhang mit der Politik der römischen Kaiser Tiberius und Augustus.
Ein zweites Symposium zum Thema Römerlager Wilkenburg fand im April 2017 im Hemminger Rathaus statt. Veranstalter waren die Universität Hannover, die Römer AG Leine, das Niedersächsische Landesamt für Denkmalpflege (NLD) und die Numismatische Gesellschaft zu Hannover. Vor rund 60 Besuchern verglich die Provinzialrömische Archäologin Bettina Tremmel von der LWL-Archäologie für Westfalen das Wilkenburger Lager mit den in Nordrhein-Westfalen entdeckten römischen Lagern entlang der Lippe.

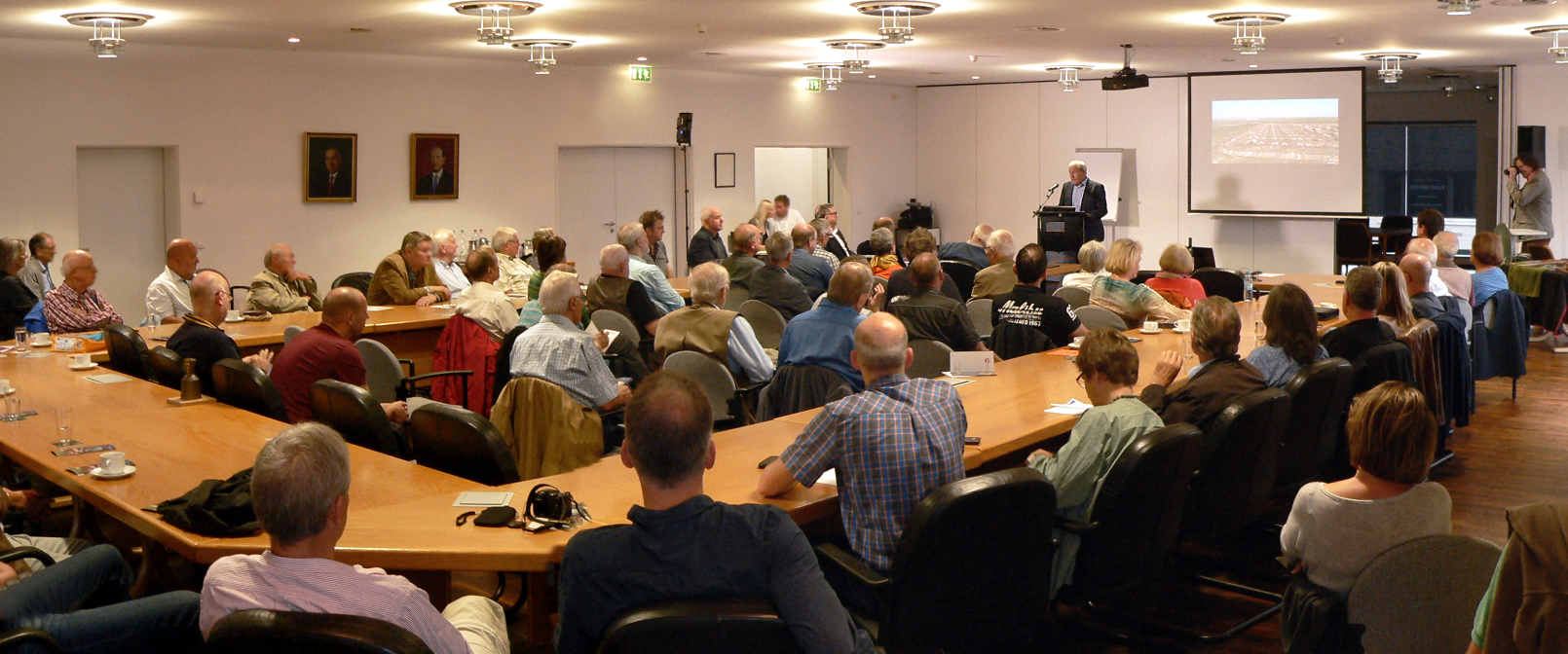
Erstes Symposium Römerlager Wilkenburg im Rathaus der Stadt Hemmingen, 2016
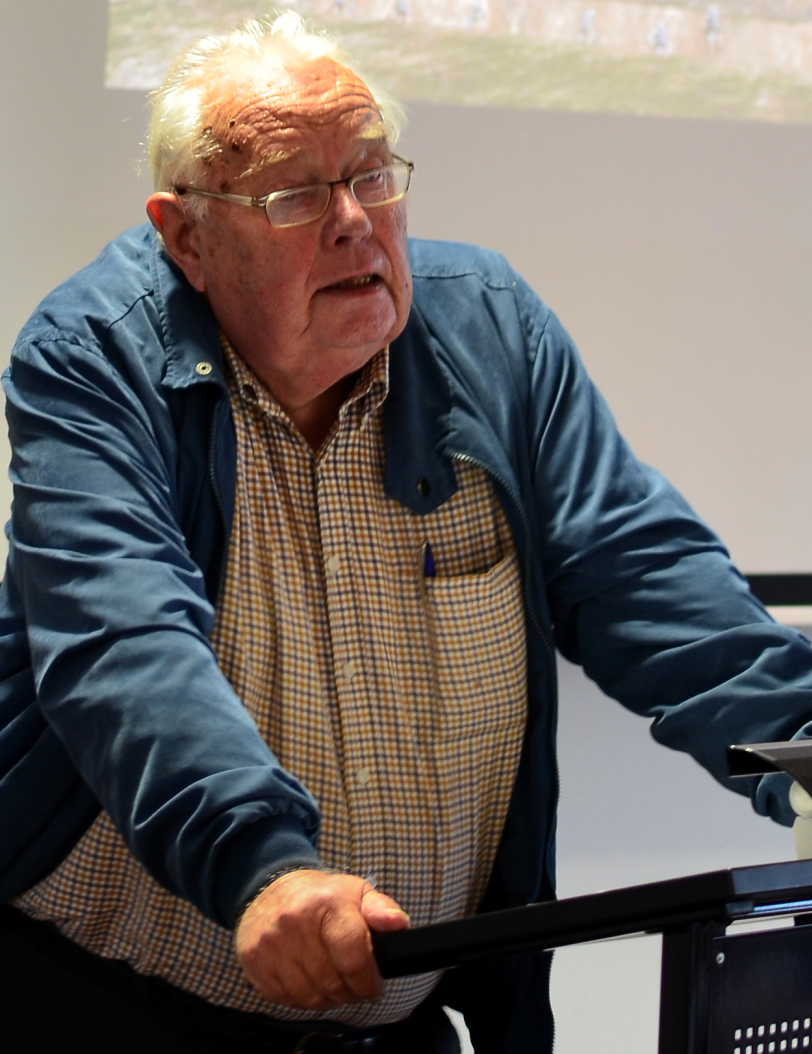
Althistoriker Horst Callies beim ersten Symposium, 2016
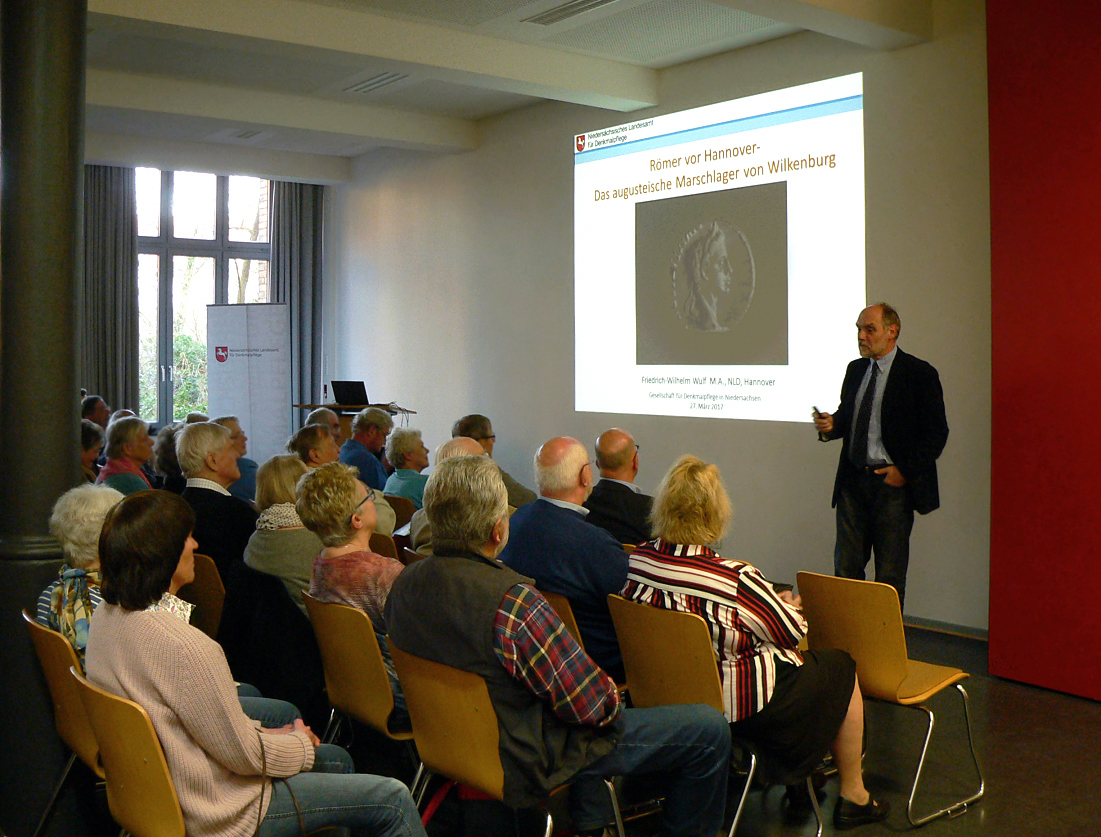
Vortrag des Bezirksarchäologen Friedrich-Wilhelm Wulf im Niedersächsischen Landesamt für Denkmalpflege, 2017
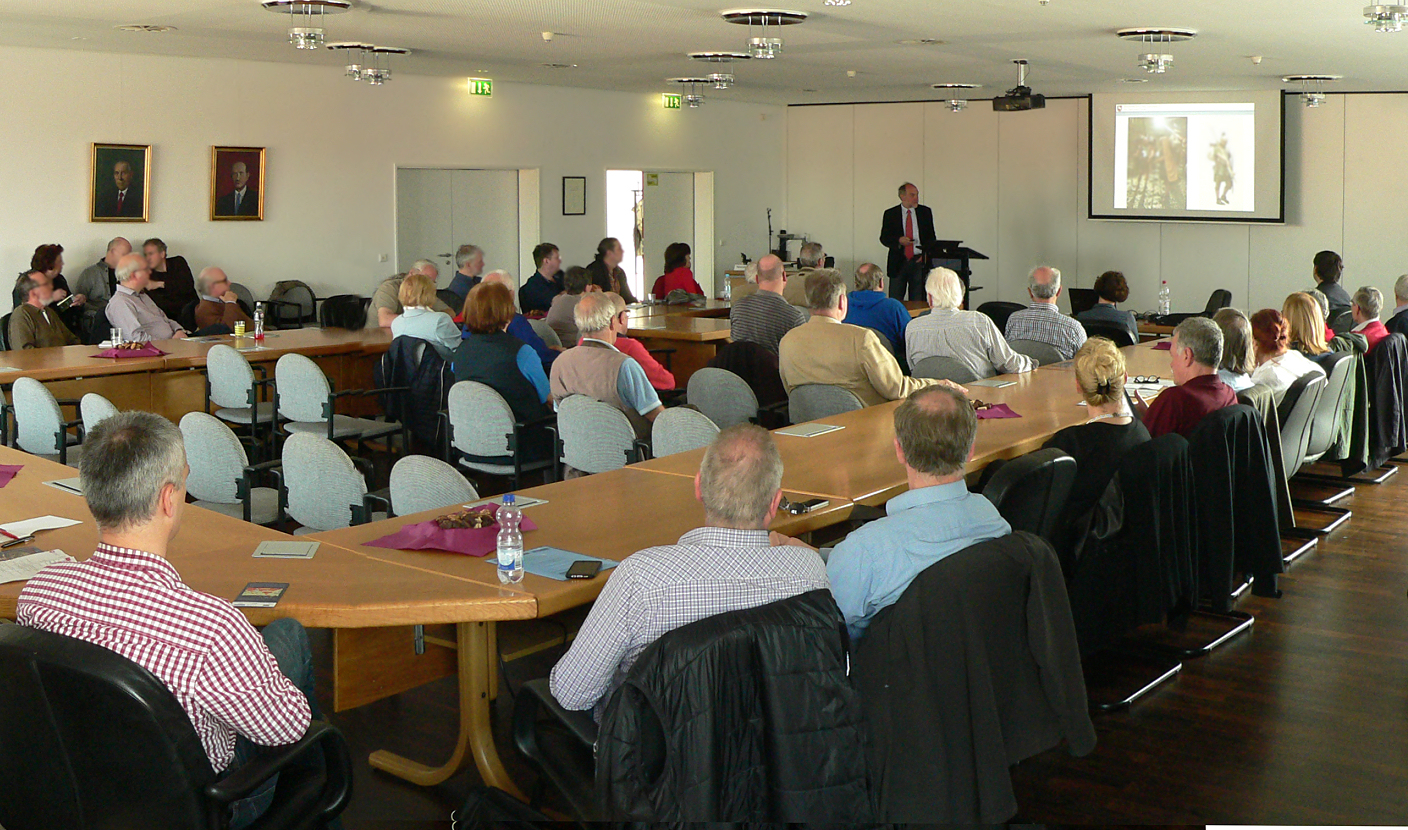
Zweites Symposium Römerlager Wilkenburg, 2017
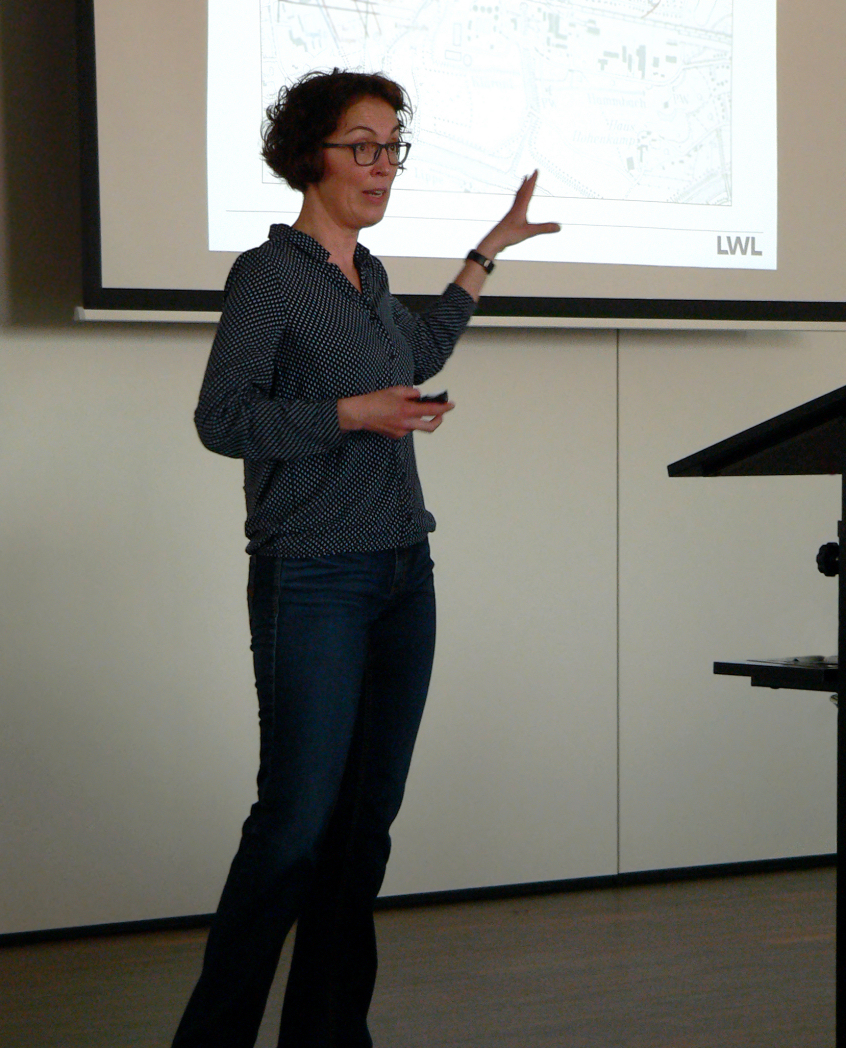
Archäologin Bettina Tremmel von der LWL-Archäologie für Westfalen beim zweiten Symposium, 2017
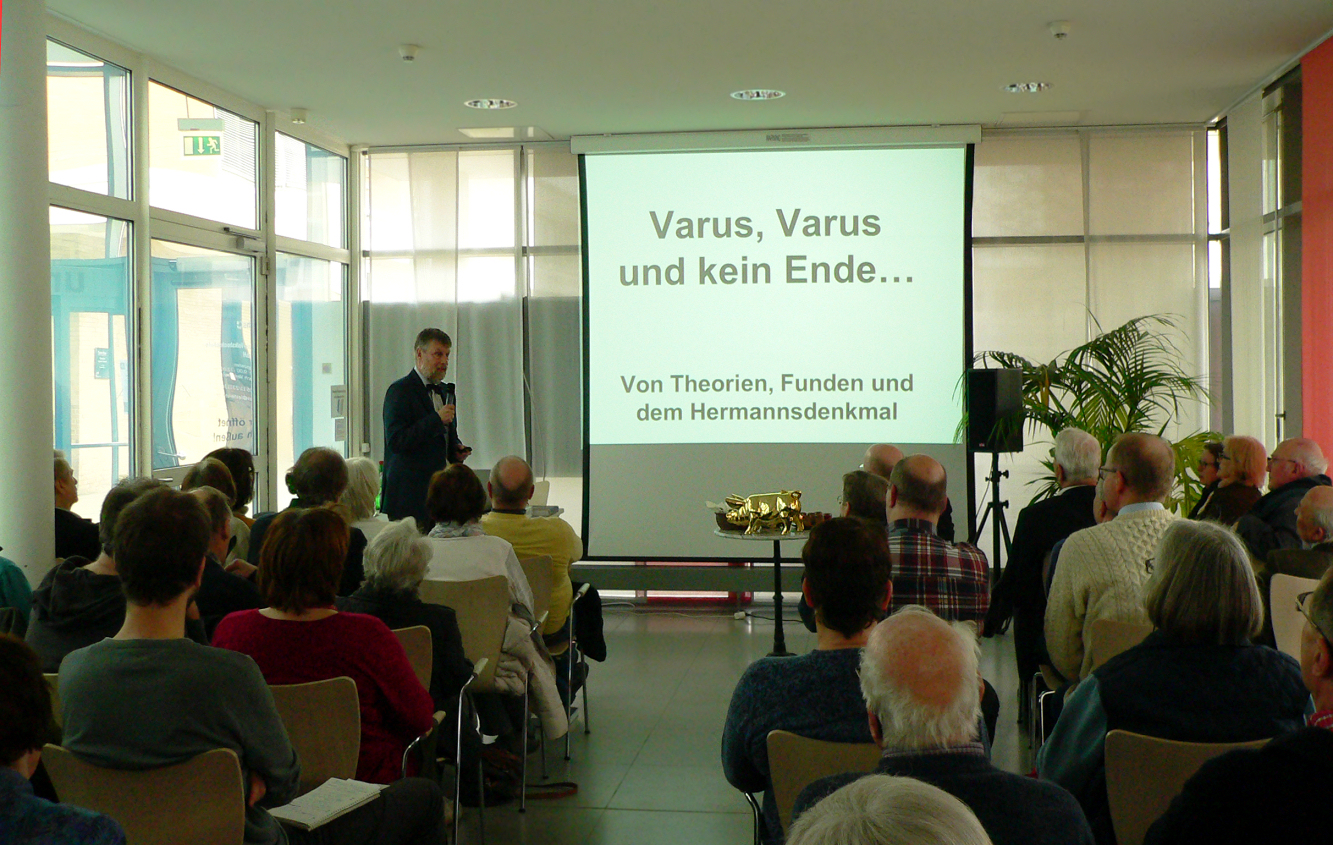
Vortrag des Althistorikers Peter Kracht im Rathaus der Stadt Hemmingen, 2019

## Bedrohung durch Kiesabbau
Das Fundgelände ist aufgrund eines Abbauantrages des Baustoffherstellers Holcim aus dem Jahr 2013 von einer Zerstörung durch Kiesabbau bedroht. Laut den im Sommer 2015 öffentlich ausgelegten Planunterlagen sind auf über 30 Hektar im Landschaftsschutzgebiet Obere Leine in einem Zeitraum von etwa 10 Jahren an zwei Stellen (17 und 16 Hektar) Auskiesungen vorgesehen, durch die zwei Baggerseen entstehen sollen. Laut dem Regionalen Raumordnungsprogramm Region Hannover (RROP) ist die Rohstoffgewinnung durch Kiesabbau grundsätzlich nicht mit den Belangen des Landschaftsschutzes vereinbar. Gleichwohl ist die geplante Abbaufläche im Landes-Raumordnungsprogramm Niedersachsen  (LROP) als „Vorranggebiet Rohstoffgewinnung“ und „Lagerstätte 1. Ordnung“ ausgewiesen, in der Belange des Landschaftsschutzes gegenüber Belangen zur Sicherung der Rohstoffversorgung zurückstehen. Die insgesamt 40 Hektar vom Kiesabbau betroffene Fläche macht rund 0,25 Prozent von etwa 16.000 Hektar aus, die im Landes-Raumordnungsprogramm als Sicherungsflächen dem Abbau von Kies und Sand in Niedersachsen vorbehalten sind.
Gegen den geplanten Kiesabbau sprach sich der Hemminger Stadtrat im Herbst 2015 aus, ebenso die St.-Vitus-Kirchengemeinde Wilkenburg-Harkenbleck als Grundeigentümerin einer 30.000 m² großen Fläche. 2017 erklärte der CDU-Regionsvorsitzende Bernward Schlossarek, dass die Region Hannover durch das Römerlager kulturell aufgewertet werden könne. Ebenfalls 2017 gab die Fraktion von Bündnis 90/Die Grünen im Rat der Region Hannover bekannt, dass sie die Bestrebungen zum Erhalt des Marschlagers unterstützt. Dem schloss sich 2019 die Fraktion dieser Partei im Niedersächsischen Landtag an und richtete eine Kleine Anfrage mit dem Titel „Kiesabbau oder Römerlager?“ an die Niedersächsische Landesregierung, ob eine Änderung des Landes-Raumordnungsprogramms beabsichtigt sei. Die Landesregierung verneinte dies, da trotz einer Änderung Kiesabbau nicht ausgeschlossen werden kann. Im Zuge der 2019 begonnenen Änderung des Landes-Raumordnungsprogramms Niedersachsen (LROP) wurde 2021 bekannt, dass das Areal des Römerlagers darin nach wie vor als Vorranggebiet für Kiesabbau vorgesehen ist und das römische Marschlager nicht als kulturelles Sachgut enthalten ist. Dagegen wandte sich der Rat der Stadt Hemmingen im Rahmen seiner Beteiligungsmöglichkeit durch eine Stellungnahme. 2023 wurde bekannt, dass sich der niedersächsische Umweltminister Christian Meyer und die niedersächsische Landwirtschaftsministerin Miriam Staudte (beide Bündnis 90/Die Grünen) innerhalb der Niedersächsischen Landesregierung für einen Erhalt der archäologischen Fundstätte einsetzen. Es war geplant, bei einer Novelle des Raumordnungsprogramms die Fundstätte aus dem Kiesabbau herauszunehmen. 2025 wurde bekannt, dass das Verfahren für den geplanten Kiesabbau ruht. Das Unternehmen Holcim habe aber weiterhin Interesse am Kiesabbau, um die Region Hannover rund 10 Jahre mit Sand und Kies zu versorgen.

### Planfeststellungsverfahren
Seit dem Jahr 2015 läuft bei der Region Hannover das Planfeststellungsverfahren für den Kiesabbau, das sich wegen der Entdeckung des römischen Marschlagers Ende 2015 verzögerte. Einbezogen in das Verfahren sind als Denkmalschutzbehörden das Niedersächsische Ministerium für Wissenschaft und Kultur, das Niedersächsische Landesamt für Denkmalpflege und die Region Hannover als Untere Denkmalschutzbehörde. Mit Stand vom September 2016 gab es in dem Verfahren 28 Stellungnahmen von Kommunen, Verbänden und Trägern öffentlicher Belange sowie etwa 250 Einwendungen von Privatpersonen. Darin geht es neben dem Denkmalschutz für das Römerlager um die Belange von Natur-, Arten-, Lärm- und Hochwasserschutz unter Berücksichtigung eines Jahrhunderthochwassers. 2016 wurde bekannt, dass es sich ebenso um ein Genehmigungsverfahren nach dem Bundes-Immissionsschutzgesetz handelt. Im Sommer 2017 gab das Unternehmen Holcim sein weiterhin bestehendes Interesse am Kiesabbau bekannt. Eine Realisierung machte das Unternehmen von den Auflagen der Denkmalschutzbehörde zu den archäologischen Arbeiten abhängig.
Eine Entscheidung im Planfeststellungsverfahren nach der Durchführung eines Erörterungstermins war durch die Region Hannover ursprünglich für das Jahr 2017 vorgesehen. 2018 verkündete die Region Hannover, dass sie seit 2017 auf eine Stellungnahme des Niedersächsischen Ministeriums für Wissenschaft und Kultur zu den Auflagen warte, die den Umfang einer Rettungsgrabung vorgeben. Ebenso wartete die Region Hannover 2018 auf eine Initiative des Niedersächsischen Landesamtes für Denkmalschutz, das fast 40 Hektar umfassende Areal unter besonderen Schutz zu stellen.
Trotz Ankündigung der Region Hannover erfolgte 2019 keine Entscheidung im Planfeststellungsverfahren. 2020 ließ das Unternehmen Holcim geomagnetische Vermessungen in dem geplante Abbaugebiet vornehmen, um die Wirtschaftlichkeit des Kiesabbaus zu kalkulieren. 2021 ermittelte das Unternehmen die Kosten für den Abbau, da aufgrund der Auflagen zum Denkmalschutz vor dem Kiesabbau eine umfassende Untersuchung des Lagers mit der Bergung sämtlicher Funde erfolgen muss.

### Denkmalrechtliche Stellungnahme
Im Dezember 2016 gab die Untere Denkmalschutzbehörde der Region Hannover im Planfeststellungsverfahren ihre fachliche Stellungnahme zum Fundort bekannt. Darin stimmt die Denkmalpflege des Kommunalverbandes dem Kiesabbau auf dem Gelände des römischen Marschlagers unter Auflagen zu. Laut dem zuständigen Umweltdezernenten der Region Hannover Axel Priebs habe das Unternehmen grundsätzlich ein Abbaurecht, wenn dem keine höher zu bewertenden öffentlichen Interessen entgegenstehen. Bei einer Entscheidung für den Kiesabbau wäre dieser unter der Auflage der Region Hannover möglich, die Fundstelle zuvor fachgerecht archäologisch untersuchen zu lassen. Die Kosten dafür, deren Summe sich auf mehrere Millionen Euro belaufen könnte, obliegen nach dem im niedersächsischen Denkmalschutzgesetz verankerten Verursacherprinzip dem abbauenden Unternehmen. Sollte wegen zu hoher Kosten kein Kiesabbau stattfinden, kündigte die Region Hannover an, keine weiteren archäologischen Erkundungen zu unternehmen.
Zur fachlichen Stellungnahme der Unteren Denkmalschutzbehörde gab die Stadt Hemmingen im Dezember 2016 bekannt, dass es sich bei den Belangen des Denkmalschutzes nur um einen Teilaspekt des noch nicht entschiedenen Planfeststellungsverfahrens handelt.

### Kritik an der denkmalrechtlichen Stellungnahme

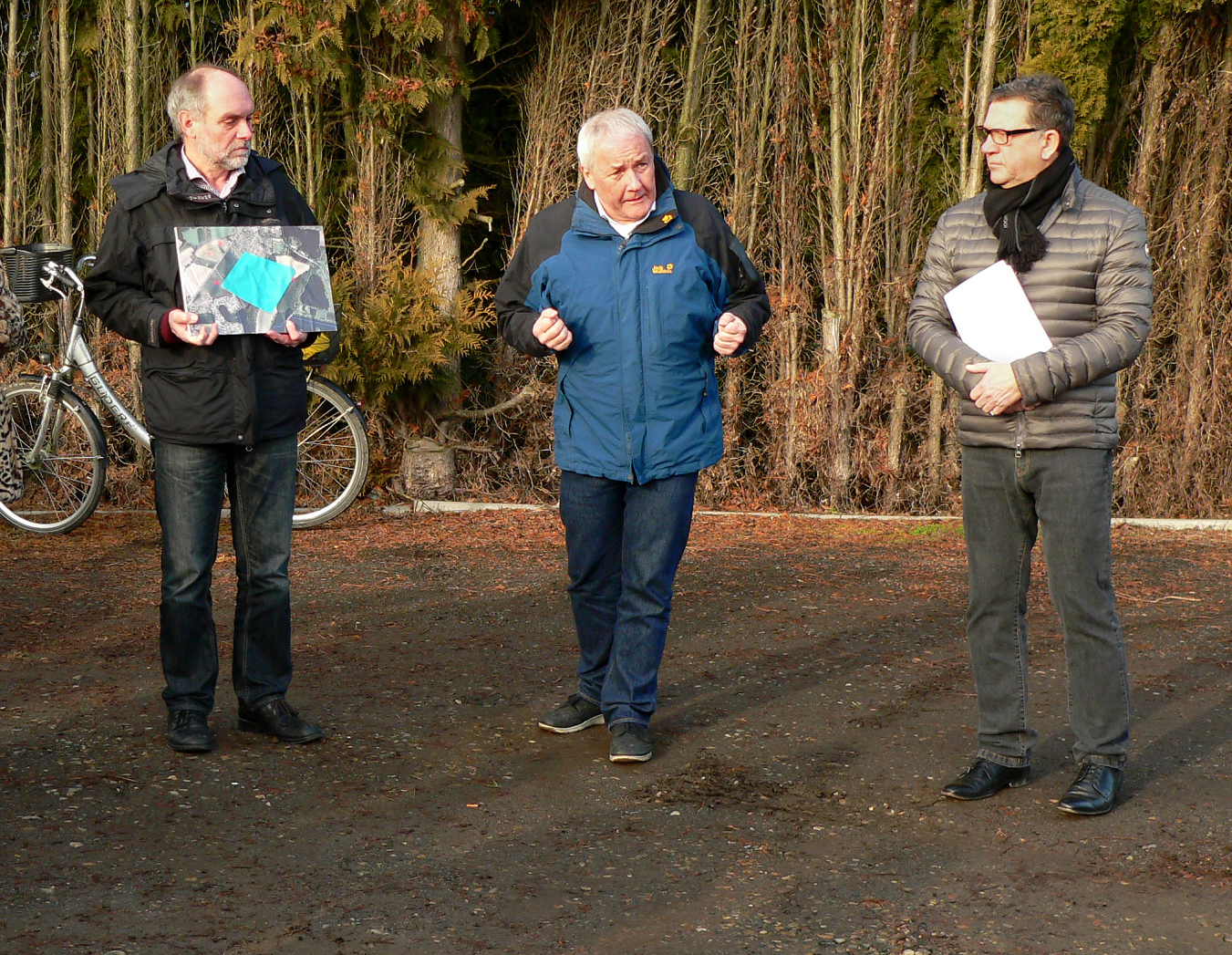
Information der Öffentlichkeit durch einen Pressetermin an der Fundstelle durch die Archäologen Friedrich-Wilhelm Wulf und Henning Haßmann (Mitte) sowie den Hemminger Bürgermeister Claus-Dieter Schacht, 2017

Anfang 2017 kam zu der denkmalrechtlichen Stellungnahme der Region Hannover Kritik auf. Die Römer AG Leine (RAGL) forderte in einem „Offenen Brief“ von dem zuständigen Umweltdezernenten der Region Hannover Axel Priebs eine Neubewertung der Fakten zu dem Bodendenkmal. Das Niedersächsische Ministerium für Wissenschaft und Kultur sah zunächst keinen Anlass, in den Expertenstreit einzugreifen, da die Region Hannover für den Gesetzesvollzug zuständig sei. Daraufhin forderte die RAGL in einem „Offenen Brief“ die Niedersächsische Ministerin für Wissenschaft und Kultur Gabriele Heinen-Kljajić auf, zu intervenieren. In dem Brief kritisiert die Vereinigung das denkmalfachliche Gutachten der Region Hannover und sieht darin wissenschaftliches Fehlverhalten. Kritik übte auch das Niedersächsische Landesamt für Denkmalpflege. In einem Schreiben an die Region Hannover habe das Landesamt das Gutachten der Region „Punkt für Punkt“ widerlegt und wirft der Region vor, im Fall einer Rettungsgrabung für das Kiesabbauunternehmen zu lasche Auflagen vorgesehen zu haben.
Anfang 2017 informierten der Hemminger Bürgermeister Claus-Dieter Schacht (SPD) und der niedersächsische Landesarchäologe Henning Haßmann bei einem Ortstermin an der Fundstelle die Öffentlichkeit über das Römerlager und den drohenden Kiesabbau. 2017 verabschiedete der Stadtrat Hemmingen eine von allen vier Ratsfraktionen getragene Resolution, die sich an die Verantwortlichen der Region Hannover und des Landes Niedersachsen richtet. Darin werden sie aufgefordert, die Planungen für den Kiesabbau zu beenden und das Römerlager zu erhalten. Im Falle einer Genehmigung des Kiesabbaus kündigte die Stadt Hemmingen die Prüfung rechtlicher Schritte gegen eine solche Entscheidung an.

### Runder Tisch
2017 schaltete sich das Niedersächsische Ministerium für Wissenschaft und Kultur in den Streit um den Erhalt des Römerlagers ein. Es formulierte Auflagen, die wissenschaftliche Untersuchungen und Ausgrabungen betreffen und die das Abbauunternehmen im Falle einer Auskiesung zu erfüllen hätte.
Auch holte das Ministerium die beteiligten Denkmalbehörden, wie das Niedersächsische Landesamt für Denkmalpflege, die Untere Denkmalschutzbehörde der Region Hannover und weitere Experten im Februar 2017 zu einem Fachgespräch an einen Tisch, um im Dialog über das weitere Vorgehen zu beraten. Unter anderem nahm der provinzialrömische Archäologe Salvatore Ortisi teil, der die Ausgrabungen im Jahr 2015 in Wilkenburg leitete. Im Ergebnis sagte die Region Hannover zu, ihre denkmalrechtliche Stellungnahme zu aktualisieren. Dies erfolgt auf Grundlage umfangreicher neuer Unterlagen, die der Archäologe Ortisi zur Verfügung gestellt hatte.

### Petition

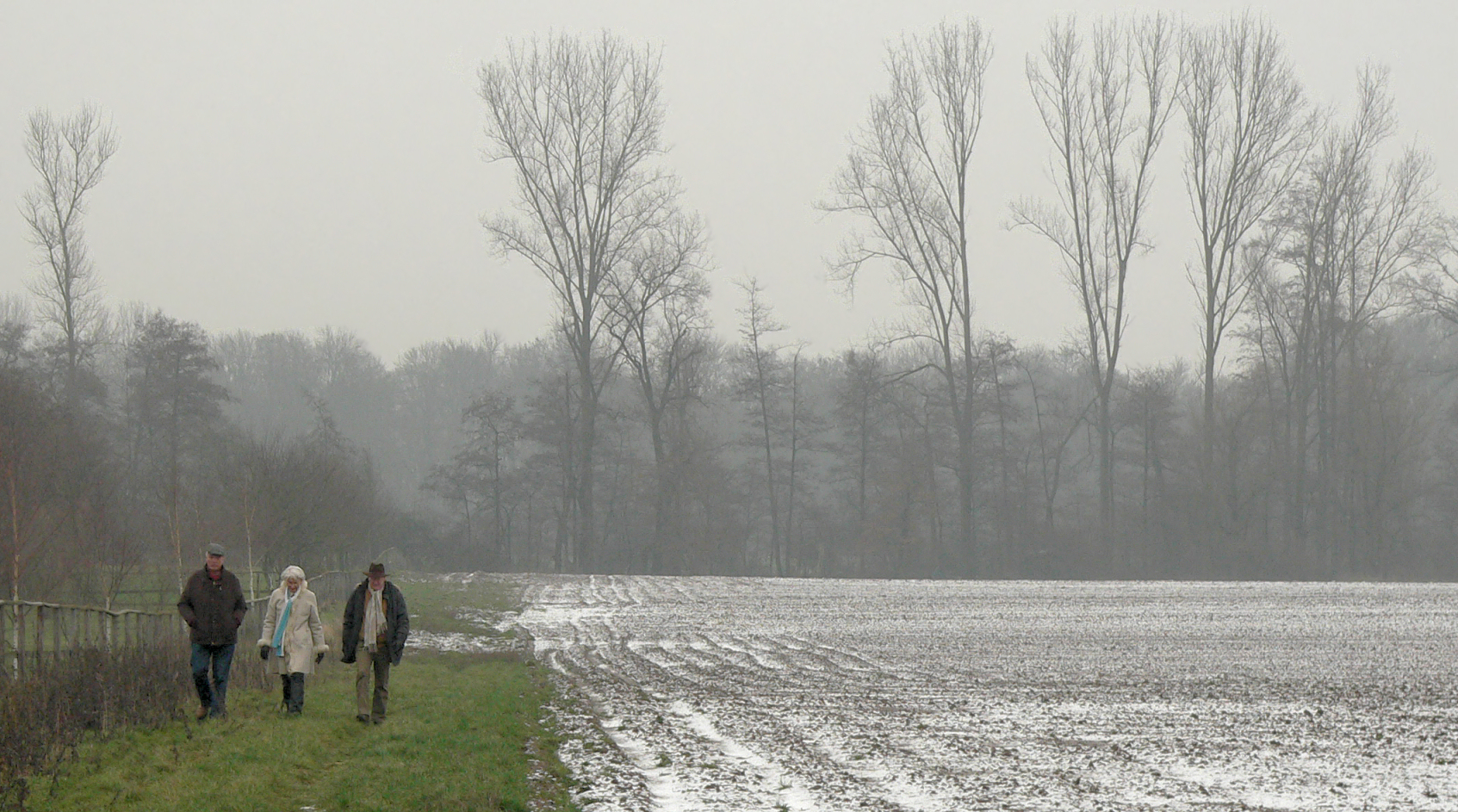
Die Initiatoren der Petition am Gelände des Römischen Marschlagers Wilkenburg

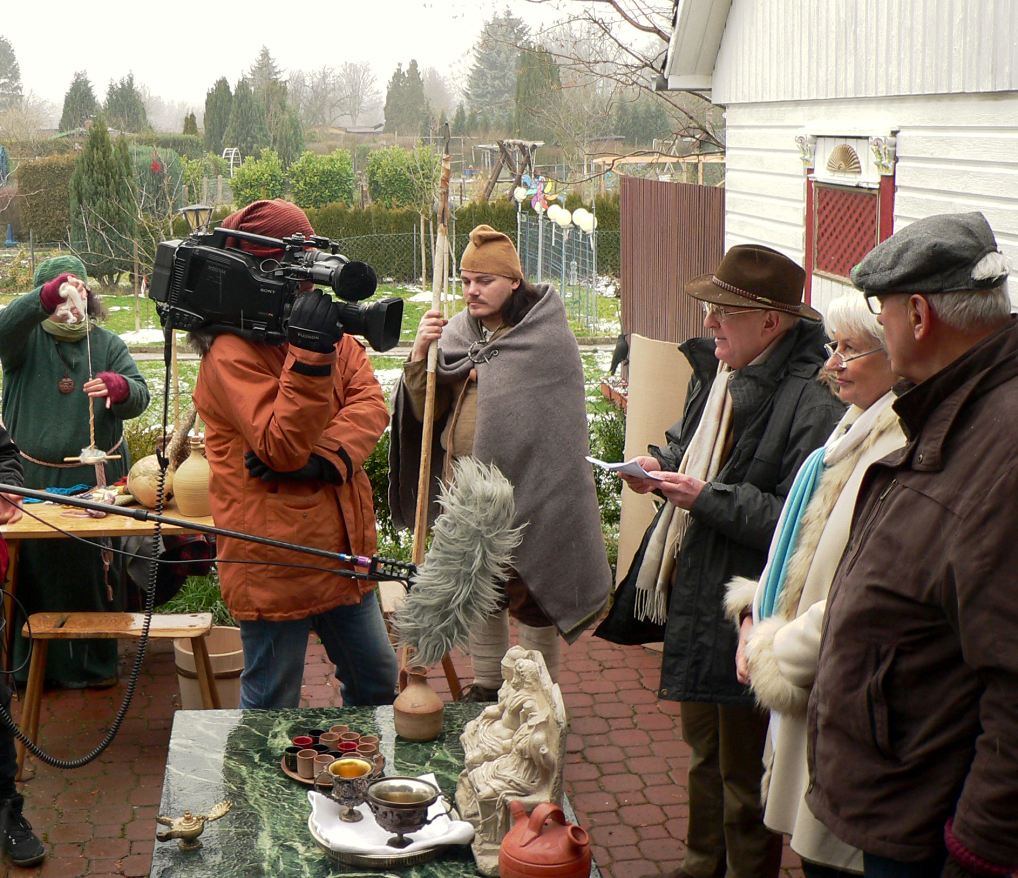
Präsentation der Petition durch die Initiative Kultur bergen, statt Kies schürfen vor der Infohütte am Römerlager, 2019

Anfang 2019 reichte die Initiative Kultur bergen, statt Kies schürfen eine Online-Petition beim Niedersächsischen Landtag ein. In der Eingabe wurde die Niedersächsische Landesregierung um Erhaltung und Erforschung des römischen Marschlagers gebeten. Laut der Petition sollte das Wissenschaftsministerium das Areal als schützenswertes Kulturerbe erhalten und das Landwirtschaftsministerium das Gelände im Raumordnungsprogramm von der Rohstoffförderung ausklammern. Die Initiatoren der Petition sahen unter anderem Landwirtschaftsministerin Barbara Otte-Kinast (CDU), Wissenschaftsminister Björn Thümler (CDU) und Ministerpräsident Stephan Weil (SPD) in der Pflicht, sich „für den Erhalt von Kulturgütern“ einzusetzen und den Kiesabbau zu verhindern. Die Petition wurde von etwa 6000 Bürgern unterzeichnet, worauf eine Anhörung vor dem Petitionsausschuss des Landtages in öffentlicher Sitzung folgte. Die Petenten hatten als Sachverständige den provinzialrömischen Archäologen Michael Erdrich und den Chemiker Franz Renz vom Institut für Anorganische Chemie der Leibniz-Universität Hannover beigezogen. Unterstützt wurde die Petition von der Landtagsfraktion der Partei Bündnis 90/Die Grünen namens ihres Sprechers Christian Meyer. Ende 2019 entschied der Niedersächsische Landtag nach einer Parlamentsdebatte, die Petition nicht an die Niedersächsische Landesregierung zur Berücksichtigung zu überweisen, sondern sie an die Region Hannover zu verweisen. Begründet wurde die Entscheidung damit, dass die Region Hannover für die Genehmigung des Kiesabbaus und gegebenenfalls eine Ausgrabung des Marschlagers zuständig sei. Gleichwohl würdigten die Landtagsabgeordneten fraktionsübergreifend die herausragende Bedeutung des römischen Marschlagers von Wilkenburg. Es sei ein schützenswertes Kulturdenkmal und eine forschungsgeschichtliche Neuheit, weil es sich um das erste in Niedersachsen nachgewiesene Marschlager aus augusteischer Zeit handele.